# Historia del Club Atlético de Madrid
El Club Atlético de Madrid es un club de fútbol español, de la ciudad de Madrid. Fue fundado el 26 de abril de 1903 y en la actualidad juega en la Primera División de España. 
Actualmente su estadio oficial es el Estadio Metropolitano, que posee una capacidad de   70.460 espectadores.
El Atlético de Madrid es el tercer club con más títulos nacionales de Liga (con 11 títulos).

### Campeonato de España
En mayo de 1902, para   celebrar la mayoría de edad de Alfonso XIII y su llegada al trono, se celebró en Madrid la primera Copa de España. El campeón fue el Vizcaya, un equipo conformado por los mejores jugadores del Bilbao y del Athletic Club. En el Hipódromo nació la idea de fundar un club vasco de fútbol, después de haber derrotado a los catalanes.
Cuenta el crítico deportivo Manuel Rosón que aquella tarde, cuando regresaban por la Castellana después de asistir al partido con Ignacio Gortázar, Adolfo Artocha y Abdón de Alaiza, comentaron a sus amigos de camino a la Sociedad Vasco-Navarra la idea que habían tenido durante el encuentro.
Al año siguiente, el Madrid Futbol Club organizó el primer campeonato de España de clubes. El rey Alfonso XIII donó una copa, que podría quedarse en propiedad aquel club que conquistase el título durante tres años consecutivos o cinco alternos.
La inscripción para el campeonato era libre pero, a pesar de eso, solo se inscribieron tres clubs: El Athletic de Bilbao, el Español de Barcelona y el Madrid FC. Los primeros en caer fueron los catalanes, que perdieron por 4-1 contra los anfitriones el 6 de abril, y por 4-0 ante los vascos al día siguiente.
La final se jugó el 8 de abril en el Hipódromo, ante 10 000 espectadores. Los bilbaínos remontaron el 2-0 en contra con el que concluyó la primera mitad, terminando el partido con 3-2 en el marcador. Decía El Cardo que fue “un partido monstruo, una tarde hermosísima de mucha suerte para los bilbaínos y el disloque de las mujeres bonitas”. El capitán del Madrid, José Giralt, pidió un partido de revancha, pero los vascos no se lo concedieron porque al día siguiente debían jugar un amistoso ante el Burdialaga de Francia. Además, añadieron que solo se celebraría un nuevo encuentro si les pagaban diez mil pesetas y se disputaba en terreno neutral.
Los vascos residentes en Madrid estaban evidentemente emocionados por la victoria, pero no eran los únicos. Había varios bilbaínos jugando en el equipo local que también celebraron el resultado del encuentro, lo que no pareció bien a los integrantes madrileños del mismo, que pensaban que se debían anteponer los colores de tu equipo a los sentimientos regionales. Esto, unido a ciertas diferencias de opinión con la directiva del club madrileño y a que algunos de los mencionados jugadores se encontraban molestos por no jugar en el primer equipo, provocó una escisión que hizo que muchos de ellos se apuntasen a la idea de fundar un nuevo club de fútbol vasco en Madrid.

### Fundación
El 26 de abril de 1903, un grupo de estudiantes vizcaínos de la Escuela Especial de Ingenieros de Minas, formado por Ramón de Arancibia y Lebarri, Ignacio Gortázar y Manso, Ricardo Gortázar y Manso, y Manuel de Goyarrola y Alderna, entre otros, decidió fundar un equipo sucursal del Athletic Club de Bilbao, el cual se denominó Athletic Club de Madrid. Ambos equipos no podían enfrentarse en partidos oficiales ni participar en la misma competición oficial al ser considerados el mismo club. De esta forma, fue habitual que en las primeras Copas del Rey ganadas por el Athletic Club y contabilizadas a día de hoy solo por el club bilbaíno, se alinearan jugadores de la sucursal de Madrid, como el madrileño Manuel Garnica Serrano, goleador en la final de 1911 (incluso hubo finales ganadas por el club vasco con más jugadores de la alineación del Athletic de Madrid que de la del de Bilbao).  
El primer presidente del Athletic Club de Madrid fue Enrique Allende, quien dejó el cargo el mismo año, siendo sustituido por Eduardo de Acha.
Eduardo de Acha, gran precursor y artífice de la fundación de este centenario club, tenía por aquel entonces que desplazarse a Bilbao por asuntos familiares, y en el viaje aprovechó para solicitar al Athletic los requisitos de la creación de un nuevo club, sucursal del bilbaíno. La idea fue acogida con entusiasmo en la localidad vasca, así que inmediatamente se le proporcionaron los estatutos, el escudo e incluso se le invitó a posar en la foto oficial junto a los campeones de España.
La noche del 25 de abril se reunieron todos los participantes de la idea en la Sociedad Vasco-Navarra de Madrid, que se encontraba en la calle La Cruz, número 25. Hasta la madrugada del 26 duró la reunión, a la que asistieron, entre muchos otros:
- Manuel Allendesalazar, que fue Presidente del Consejo de Ministros y alcalde de Madrid.
- Raimundo Moreno Aranzadi, que después fue jugador y cuyo hermano pasó a la historia con el sobrenombre de 'Pichichi'.
- Enrique Goiri, nombrado tesorero del club y árbitro del primer partido
- Enrique Allende, primer presidente de la historia
- Eduardo de Acha, principal precursor, artífice de la creación y secretario.
- Ignacio de Gortázar, el conde de Superunda, que acabó casado con la hermana de Manuel Allendesalazar.
- Manuel Rodríguez Arzuaga, mecenas del club que lo sacó por primera vez de Madrid para jugar un partido en Alicante.
- Alberto Zarraoa, que fue presidente del Athletic de Bilbao 5 años después.
- Eustaquio Celada, que había sido delantero del Madrid la temporada anterior.
- Abdón de Alaiza, que llegó a ser secretario del club tiempo después.
- Darío de Arana y Urigüen, que había sido portero del Madrid hasta el año anterior, y que fue el primer capitán de la historia del equipo.
- Julián Palacios, precursor del Real Madrid y entonces presidente del Madrid CF.
- Juan De la Peña, vicesecretario.
- Juan de Zavala, vicepresidente.

El club recién creado se llamó Athletic de Madrid, en honor a su homólogo bilbaíno. Eduardo de Acha, principal precursor del proyecto, insistió en la necesidad de nombrar a una Junta Directiva. A pesar de la insistencia del resto de fundadores por elegirlo presidente, él se decantó por Enrique Allende, que gracias a su holgada situación económica podría actuar como mecenas del club.
Su sede social quedó establecida en la propia Sociedad Vasco-Navarra, y esa misma madrugada se redactaron los estatutos del club.

### Primer Campo
El primer campo de juego que utiliza el Athletic de Madrid, se encontraba detrás de las tapias de El Retiro, en la ronda de Vallecas, hoy calle de Menéndez Pelayo. El 2 de mayo de 1903, el Athletic de Madrid jugó su primer partido, disputado entre los socios del club. Al principio, este campo pertenecía al New Football Club, pero éste se disolvió para dejar como heredero al nuevo club vasco. Más tarde, el Iberia y la Sociedad Gimnástica Alemana utilizaron también dicho campo.
El campo tenía cierto desnivel, y los días de lluvia se inundaba un lado del campo. Había que achicar el agua cavando zanjas a modo de desagüe. Los propios jugadores y socios tenían que pintar las líneas del campo y llevar las porterías para clavarlas en el suelo. Además, el terreno era de tierra. El campo estaba sin vallar, pero rodeado de una profunda zanja para evitar que las carretas de bueyes del barrio del Ciego convirtiesen el lugar en un vertedero. Sin embargo, a pesar de todos estos desperfectos, el campo era por aquel entonces el mejor de Madrid.
Junto al frontón se encontraba la casa de la señora María y su hijo Casimiro, que dejaban una habitación para hacer de caseta arbitral, y también facilitaban una tinaja con agua para que los jugadores se pudiesen asear. Con el tiempo, llegaron a montar un pequeño negocio durante los partidos, vendiendo refrescos de jarabe de limón y de agua de cebada a 10 céntimos el vaso. Se dice que el agua que usaban para sus refrescos se sacaba de la tinaja en la que se lavaban los jugadores.
El 2 de mayo de 1903, con motivo de la rememoración de la Guerra de la Independencia, se jugó el primer partido del Athletic de Madrid en el Campo del Retiro. Se trataba de un partido entre los 24 socios fundadores, divididos en dos equipos de doce jugadores cada uno, con Enrique Goiri como árbitro. Unos jugaban con la equipación oficial (mitad azul y mitad blanca, con pantalón negro) y otros vestidos enteramente de blanco. El resultado se desconoce.

## Años 1900: La sucursal del Athletic de Bilbao

### La presidencia de Eduardo de Acha
Enrique Allende, el que había sido nombrado primer presidente del Athletic Club de Madrid, no cumplió con las expectativas que se tenían sobre él. Se cansó pronto, y no mostró demasiado interés por el fútbol, así que en otoño abandonó el cargo, dejando su puesto a Eduardo De Acha, madrileño de ascendencia vasca que fue el principal impulsor de la creación del club.
Aquel año, el Athletic de Madrid no pudo participar en la Copa de España, por su norma de no enfrentarse en competición oficial a su homólogo de Bilbao, pero sí le cedió varios de sus mejores jugadores para que pudiesen jugar en el torneo. El día de la final, el Athletic se presentó en el campo para jugar el partido, y se encontró con que su rival no aparecía, así que se marchó a Bilbao con la Copa, no sin antes ganarle un partido amistoso a su sucursal madrileña.
El motivo era que, el día anterior, se debía haber jugado el partido de clasificación entre el Español de Madrid y el Moncloa. Sin embargo, la lesión de uno de los jugadores suspendió el partido, dejando el campeonato sin segundo finalista. Al no hacer nada la Federación para evitarlo, el Athletic se proclamó campeón y se marchó a Bilbao, Copa en mano.
Después de este campeonato, la tempestad mediática que se desató en Madrid fue tremenda. El Español de Madrid retó al Athletic de Madrid a jugarse el campeonato más tarde, pero el club de Del Acha rechazó el desafío, y no se presentó el 29 de marzo, fecha señalada para la supuesta final. La Federación Madrileña de Clubes de Football dictaminó que el campeón de Copa sería el Español, pero aquella decisión no tuvo ninguna validez oficial.
El primer derbi se celebró en noviembre de 1904. El ambiente en la grada fue muy agradable, con buenas relaciones entre hinchadas rivales. Se jugó a las diez de la mañana en el campo del Athletic, y el resultado fue de seis a cero a favor del Madrid. Durante los siguientes años, el Athletic de Madrid solo disputó partidos amistosos contra equipos madrileños.
La primera participación del Athletic de Madrid en un torneo importante se produjo en octubre de 1906. El entonces presidente del Madrid FC, Carlos Padrós, organizó el Campeonato de Madrid de Clubes de Fútbol. El campeón acudiría al Campeonato de España como representación de la región madrileña, excepto si dicho campeón era el Athletic, que tenía prohibido competir contra su club matriz.
El 6 de diciembre de 1906, en dicho torneo, se produjo la primera victoria atlética a sus vecinos madridistas. Enfrentándose los terceros equipos de ambos clubes, venció el Athletic al Madrid por 5-0.
Habiendo trasladado durante ese año su sede social a la calle Fuencarral, 27 (en lugar de la Sociedad Vasco-Navarra, donde antes se alojaba), el Athletic Club de Madrid quiso constituirse oficialmente y formalizar su primer reglamento, en lugar de seguir usando el del Athletic de Bilbao como hasta el momento. Eduardo de Acha redactó un estatuto para obtener personalidad jurídica, conforme a la ley de asociaciones del 30 de junio de 1887. Así, el 20 de febrero de 1907, el club se desligó oficialmente del Athletic Club de Bilbao para inscribirse en el registro de asociaciones.

### La presidencia de Ricardo Gondra
Después del acto de constitución oficial, se nombró una nueva Junta Directiva. Eduardo de Acha abandonó la presidencia, tras casi cuatro años de gestión más que satisfactoria, y fue Ricardo de Gondra el elegido por los socios para sucederle en el cargo.
El primer encuentro internacional que disputó el Athletic de Madrid fue contra el Internacional de Lisboa. Se jugó en la capital, el día 7 de enero de 1907, y concluyó con la victoria de los portugueses por 2-0.
La siguiente competición oficial en la que participó fue en el Campeonato de Madrid, aunque con las mismas condiciones que antes: en caso de quedar campeón, no podría disputar la Copa de España. Participarían el Athletic de Madrid, el Madrid, el Español de Madrid y la Sociedad Gimnástica Española. Cada victoria contabilizaría dos puntos; cada empate, uno; y cada derrota, cero.
El torneo comenzó el 8 de marzo de 1908, y el Athletic tuvo opciones de llevárselo hasta las últimas jornadas. Finalmente, acabó subcampeón.

### La presidencia de Ramón de Cárdenas
En el año 1909, Ricardo Gondra abandonó la presidencia, al ser vencido ampliamente en las elecciones por Ramón Cárdenas.
El nuevo presidente llegó en una etapa de crisis en el mundo del fútbol que, ligada a la fuerte dependencia que aún unía a su club con Bilbao, hizo que su gestión se complicara sobremanera. Tal era la dependencia que, en el Campeonato de Madrid de 1909 tampoco se le permitió la clasificación para disputar la Copa de España.
En este campeonato se venció por vez primera al Madrid en competición oficial, el 30 de enero de 1909, por dos goles a cero en el campo del club blanco. El campeón de Madrid fue el Español con 6 puntos, quedando el Athletic de Madrid segundo con 2 puntos.
El primer desplazamiento del equipo tuvo lugar en primavera de 1909. Un equipo de Alicante les invitó a jugar un partido, ofreciéndoles 250 pesetas para pagar el viaje. La cantidad era a todas luces insuficiente, así que los jugadores que podían tuvieron que pagar su billete, y los que no podían fueron invitados por Manuel Rodríguez Arzuaga, que corrió con el resto de los gastos. Viajaron en tercera clase durante toda la noche, en la que estuvieron cantando y bailando con una artista famosa que viajaba en el mismo vagón. Así, al llegar al partido, el cansancio acumulado era terrible. Sin embargo, el rival era claramente inferior, por lo que pudieron ganar sin muchas complicaciones su primer partido lejos de Madrid.
En el año 1910 se inauguró una nueva competición en el fútbol madrileño: la I Copa Rodríguez Arzuaga. El trofeo en cuestión fue donado por el hombre que le daba nombre, socio del Athletic Club de Madrid. Participaron en ella los clatro clubes madrileños más importantes: el Athletic, el Madrid, el Español y la Gimnástica. Se disputó durante los meses de enero y febrero, y fue la Gimnástica quien se alzó con el título.
En el mes de enero de 1910 se vistió por primera vez el Athletic Club con la camiseta rojiblanca, paso que seguirían también los madrileños. Hasta ahora, las prendas blanquiazules se habían hecho con una tela muy áspera e incómoda, que además desteñía mucho[cita requerida]. Entonces Elourdy, directivo del Athletic Club, viajó a Londres a comprar camisetas para ambas sucursales del Blackburn Rovers Football Club, de quien habitualmente se abastecían. Sin embargo, al llegar allí, encontró que no había suficientes camisetas como para satisfacer el encargo. En su deseo de no regresar con las manos vacías, en lugar de esas compró las del Southampton Football Club a su regreso a Bilbao convirtiéndose así el rojo y blanco en los nuevos colores de ambos conjuntos. La sucursal bilbaína las estrenó ese mismo mes, mientras que los capitalinos hubieron de esperar a 1911.
El 22 de enero de 1911, el Athletic Club de Madrid jugó su primer partido como rojiblanco, curiosamente antes que su homólogo de Bilbao. Fue contra la Sociedad Gimnástica Española en la II Copa Rodríguez Arzuaga. El partido no se llegó a finalizar, ya que la Gimnástica se retiró tras dar por válido el árbitro un gol que suponía la victoria para los rojiblancos. Aquel año, la Copa se la llevó a casa el equipo madridista.
El 19 de noviembre de 1911 se celebró por primera vez la Copa Julián Ruete, organizada por el Athletic Club de Madrid. Los resultados por parte del equipo anfitrión fueron empate a un gol con el primer equipo del Madrid y victoria por tres a cero al segundo de la Gimnástica, ambos partidos disputados en el campo de Ciudad Lineal.
En enero y febrero de 1912 se disputó la III Copa Rodríguez Arzuaga entre los primeros, segundos y terceros equipos de los que entonces eran los cuatro clubs más importantes de la capital. El Gimnástica se alzó con la victoria tras una reñida lucha con el Español, mientras que el Madrid y el Athletic rindieron a un nivel muy por debajo del acostumbrado.

## Años 1910: Los inicios

### El primer mandato de Julián Ruete
A finales de 1912, concluyó la presidencia de Ramón Cárdenas. Los directivos de Athletic, votación mediante, eligieron como nuevo presidente a Julián Ruete, un hombre trascendental en la historia del club.

#### El campo de O'Donnell
Fue durante su presidencia cuando se comenzó a construir el segundo campo de la historia del Athletic.Julián Ruete fue el principal impulsor de esta iniciativa, dedicando la mayor parte de su tiempo y esfuerzo a esta tarea.
El campo de O'Donnell fue uno de los primeros campos vallados de España y, por aquel entonces, el mejor de Madrid. Tenía un aforo de 10 000 espectadores, y el terreno de juego era de tierra dura y arcillosa. El hecho de que las vallas de madera rodearan el recinto permitió al club cobrar por los partidos, bien en forma de abonos o de entradas individuales, y así sanear su economía. Justo un mes antes, el Madrid había inaugurado un campo en la misma calle, por lo que ambos clubes pasaron a ser vecinos.
El partido inaugural se jugó el 9 de febrero de 1913 ante el Athletic Club. El conjunto madrileño perdió por 4-0, y el estadio estaba abarrotado.

#### Temporada 1912/1913
Entre enero y marzo de 1913, se jugó la Copa Athletic Club, recordada por la calidad del juego en sus partidos, y por la incertidumbre respecto al resultado de estos. Los cuatro equipos participantes (Madrid, Athletic, Español y Gimnástica) estuvieron muy igualados y ofrecieron encuentros muy emocionantes. Al final empataron a puntos Madrid y Athletic, que tuvieron que enfrentarse en el estadio del equipo blanco para decidir el campeón del torneo. Fue la primera final en la historia de los rojiblancos, que perdieron ante el conjunto madridista por 3-2. Este campeonato sirvió al Madrid para representar a la comunidad que le daba nombre en la Copa de España.

#### Temporada 1913/1914
En octubre de 1913, una vez solucionadas las diferencias entre la Unión Española de Clubes y la Federación Española de Fútbol (que se fusionaron creando la Real Federación Española de Fútbol), nació la Federación Regional de Centro, en la que el Athletic de Madrid pudo inscribirse como un club más, independiente de su homólogo bilbaíno. Así, por primera vez en su historia, el club madrileño tuvo derecho a participar en la Copa de España en caso de clasificarse, y a enfrentarse con los vascos en competición oficial. Además, desapareció la obligación de cederle sus mejores jugadores para el mencionado torneo. Así, se dio un paso de gigante hacia la independencia del club, aunque no sería hasta 1923 cuando la misma se reflejara en sus estatutos.
El I Campeonato Regional de Centro, sucesor del Campeonato de Madrid, se celebró desde el 9 de noviembre de 1913 hasta el 1 de febrero de 1914. El Español había desaparecido, por lo que participaron solo tres clubes: Athletic de Madrid, Madrid FC y Sociedad Gimnástica Española. Se desarrolló en una liguilla con tres partidos de ida y vuelta, celebrándose paralelamente el Campeonato Regional Centro de 2.ª categoría, en el que participó el segundo equipo rojiblanco. El Athletic quedó subcampeón, empatado a puntos con el Madrid.
Se disputó el primer encuentro contra el Barcelona en el campo de O'Donnell, con victoria de los locales por 4-2.
Ese mismo año, el Athletic se retiró de la Copa Espuñes, en la que participaba junto con la Gimnástica y el Madrid, por la negativa de los dirigentes de ambos equipos a atender sus reclamaciones relativas al reglamento del torneo. Tales fueron las dimensiones de la disputa, que el presidente rojiblanco quiso desvinculare de la Federación Regional Centro, y afiliarse a la Federación Norte como filial del Athletic de Bilbao. Dicha ruptura no se llevó a cabo, pero supuso una dura crítica por parte de la prensa.

#### Temporada 1914/1915
Entre el 8 de noviembre de 1914 y el 8 de febrero de 1915 se disputó el Campeonato Regional Centro, con la participación de Athletic de Madrid, Madrid FC, la Sociedad Gimnástica Española y el debutante Racing Club de Madrid. Los rojiblancos ocuparon la última posición, y se alzó con el campeonato el Racing, que sin embargo no disputó la Copa de España al no llevar inscrito en la Federación los seis meses necesarios. En su lugar, acudió la Gimnástica, que había quedado segunda.
La actuación del equipo colchonero estuvo muy por debajo de su nivel, lo que le ocasionó feroces críticas de la prensa, sobre todo hacia su presidente.
Durante los siguientes meses, el club disputó varios partidos amistosos contra equipos de diferentes puntos de España, para así completar la temporada.

#### Temporada 1915/1916
En octubre de 1915, el club reforzó el primer equipo de cara al Campeonato Regional. La Sociedad Gimnástica Española estaba llevando a cabo una remodelación, por la cual se le restaría importancia al equipo de fútbol para potenciar el resto de las secciones deportivas. Así las cosas, algunos de sus jugadores decidieron abandonar el equipo para unirse a las filas rojiblancas. Fueron llamados “los disidentes”. También se incorporó al equipo el jugador del Sporting de Gijón Fernando Villaverde, que se había trasladado a Madrid para comenzar sus estudios.
El Campeonato Regional Centro se disputó entre el 24 de octubre de 1915 hasta el 20 de febrero de 1916. El Athletic quedó en tercera posición, demostrando un muy bajo nivel sobre el terreno de juego. Enseguida la prensa arremetió contra el club y su gestión, acusándolo de profesionalismo por haber regalado un par de botas a cada uno de sus jugadores.
Durante el resto de la temporada Julián Ruete continuó organizando encuentros amistosos de interés, como el partido ante el Sporting de Lisboa, que visitó Madrid el 26 de diciembre de 1915.
Entre febrero y junio de 1916 se disputó la Copa Espuñes entre los cuatro mejores equipos madrileños de la época. En esta edición sí participó el Athletic de Madrid. El Racing de Madrid se alzó con el campeonato, y el conjunto rojiblanco consiguió una victoria frente a los madridistas después de varios años.

#### Temporada 1916/1917
Entre octubre de 1916 y febrero de 1917 se disputó el Campeonato Regional Centro, en el que el Athletic ocupó la segunda posición debido a sendas derrotas contra el Madrid, campeón de aquella edición del torneo.
Entre abril y mayo de 1917 se celebró la Copa del Conde de la Motrera, que se llevó a sus vitrinas el Racing tras vencer al Madrid, al Athletic y a la Gimnástica.
Ruete durante aquella temporada había ido consiguiendo su objetivo de engrandecer al club: tenían el mejor campo de Madrid, que destacaba por su comodidad y su aforo, los socios eran ya más de mil, la recaudación en taquilla aumentaba con cada partido, el Athletic se iba asentando en la capital a pesar de los continuos ataques de la prensa, la dependencia con el equipo bilbaíno iba desapareciendo, la plantilla mejoraba temporada tras temporada y además se habían creado numerosas secciones deportivas: tenis, hockey y atletismo. Ya solo faltaba un título de Campeonato Regional en sus vitrinas para completar la evolución.

#### Temporada 1917/1918
Aquel año, por primera vez en su historia, la Gimnástica no disputó el Campeonato Regional, ya que cayó derrotada en el partido de promoción frente al Stadium de Madrid. El torneo se disputó de forma igualadísima entre Racing, Madrid y Athletic, y no se decidió el campeón hasta la última jornada. En ella, una victoria del Racing y otra del conjunto rojiblanco hubiese provocado un triple empate con el Madrid, que obligaría a jugar partidos de desempate. Sin embargo, el conjunto blanco se hizo con el partido, de manera que ganó el Campeonato.

#### Temporada 1918/1919
El Campeonato Regional de aquella temporada fue un completo desastre. Como novedad, retornó a la competición la Gimnástica, y se unió un nuevo equipo: el Unión Sporting. El Athletic quedó cuarto, únicamente por encima del debutante, y recibió las críticas por parte de la prensa a su juego y, como era de esperar, a su presidente, al que se acusaba de no saber atraer las simpatías del público madrileño hacia su equipo.
Además, hubo un sonado escándalo durante un partido amistoso contra el Unión Sporting, en el que la escuadra rojiblanca venció por 6-0. Tras el encuentro, se acusó a Julián Ruete de habe pagado al conjunto sportinguista para adulterar el resultado y aumentar el prestigio del club con tan abultada victoria. Sin embargo, esta afirmación carecía de pruebas o fundamento, así que rápidamente fue olvidada.

### La presidencia de Álvaro de Aguilar
Julián Ruete, durante sus siete años de presidencia, había vivido por y para el Athletic, dejando de lado su trabajo, su familia, sus amigos, su vida y en ocasiones hasta su salud. Necesitaba una temporada de descanso así que, en abril de 1919, anunció que dejaba el club. Le sustituyó Álvaro de Aguilar.
En el Campeonato Regional de aquella temporada surgió la primera polémica por el profesionalismo. El Racing empezó a pagar a sus futbolistas, y el Madrid y el Athletic se negaron a jugar contra él si alineaba a deportistas profesionales, ya que por aquel entonces se jugaba al fútbol de forma completamente amateur. Finalmente, la polémica se resolvió en diciembre de 1919, comenzando el Campeonato con cierto retraso.
También se decidió aquel año el título en la última jornada. El Athletic venció ampliamente a la Gimnástica por 6-1 y, en caso de empate entre Racing y Madrid, se hubiese jugado una liguilla de desempate entre los tres equipos. Sin embargo, el conjunto blanco venció por un gol que, según los rainguistas, se marcó con la mano. La polémica desembocó en una agresión al árbitro por parte de los jugadores del Racing, que llevó a una sanción al club y a su descalificación del torneo. Sin embargo, ésta al final no se hizo efectiva, ya que el descontar los puntos de los partidos jugados contra el Racing significaba que el Athletic quedaba campeón del torneo, y no les parecía justo. Así, al equipo rojiblanco se les escapó una vez más por los pelos el Campeonato Regional.
A final de temporada, Álvaro Aguilar abandonó la presidencia para unirse a la organización de las Olimpiadas de Amberes, en las que la selección española obtuvo la medalla de plata. Julián Ruete volvió entonces a dirigir el Athletic de Madrid después de su temporada de descanso.

## Años 1920: Se inaugura el Metropolitano

### El segundo mandato de Julián Ruete
El 12 de noviembre de 1920 la asamblea general de socios ratificó a Julián Ruete como el nuevo presidente del Athletic de Madrid. Durante su segundo mandato llevó al club a la mejor situación institucional, económica y deportiva que había vivido en su corta historia.
En 1921 el Athletic de Madrid se desvincula por completo del Athletic de Bilbao, puesto que llevaba unos años ya funcionando de forma independiente.88

#### Temporada 1920 / 1921: Campeones regionales y subcampeones de España.
En el Campeonato Regional Centro de la temporada 1920 / 1921 participaron el Athletic, el Madrid, la Gimnástica y el Racing. El Athletic de Madrid finalizó la competición como campeón invicto: 5 victorias y un empate. Fue el primer título oficial del club, que le otorgaba la clasificación para representar a Madrid en la Copa de España.
El Campeonato de España comenzó en abril de 1921. En su primera participación, a los madrileños les tocó como rival para cuartos de final el campeón de la temporada pasada: el Barcelona. Sin embargo, el equipo catalán se mostró en profundo desacuerdo con que la final se celebrase en Sevilla. Al no ser atendidas sus quejas, el equipo blaugrana se retiró del Campeonato, permitiendo a los rojiblancos el pase directo a semifinales.
Su rival en esta ocasión fue el veterano Real Unión de Irún, que se veía a sí mismo favorito para proclamarse campeón. El encuentro de ida, disputado el 17 de abril en el campo de Amute. Los madrileños cosecharon una victoria 2-1, y toda la prensa coincidió en que fueron justos vencedores. El partido de vuelta en el campo de O'Donnell se jugó el 21 de abril. Tres goles de Triana, que fue sacado a hombros al final del partido, y otro de Fajardo les otorgaron la victoria a los rojiblancos. El público de O'Donnell, formado por casi 15.000 espectadores, celebró la victoria por todo lo alto.
El 8 de mayo de 1921, con 20.000 personas llenando las gradas de San Mamés, el Athletic de Bilbao venció por 4-1 a su homólogo madrileño en la final del torneo, haciéndose con el Campeonato de España. Los vencidos se conformaron con el subcampeonato y regresaron a Madrid para preparar la siguiente temporada.

#### Temporada 1921 / 1922
En la temporada 1921 / 1922, Julián Ruete continuó en la presidencia debido a su prestigio personal y a su abnegado trabajo por el club. Sin embargo, había perdido gran parte del apoyo de la masa social.
Durante el Campeonato Regional aquella temporada sucedieron todo tipo de irregularidades, provocando incluso que muchos equipos no quisiesen presentarse a los torneos. La paz finalmente volvió, y el torneo terminó más tarde de lo habitual, resultando el Athletic de Madrid subcampeón.

#### Temporada 1922 / 1923: Inauguración del Metropolitano.
En el Campeonato Regional Centro de 1922/1923 participaron los que entonces eran los clásicos equipos madrileños: Athletic de Madrid, Real Madrid, Sociedad Gimnástica Española y Racing de Madrid. Aquel año fue el Real Madrid quien se proclamó campeón, y los athléticos continuaron con sus clásicos amistosos de temporada, tras marcharse del Campeonato como segundo clasificado, solo un punto por detrás del vencedor.
Sin embargo, aquella temporada no fue clave en la historia rojiblanca por sus títulos. El 13 de mayo de 1923 se inauguró el Estadio Metropolitano. En sus orígenes, era un campo que pudiesen compartir todos los equipos de Madrid, y no propiedad exclusiva del Athletic. El partido inaugural fue un Athletic de Madrid – Real Sociedad, en el que vencieron los madrileños por 2-1. El primer gol de la historia del Metropolitano lo marcó Monchin Triana. Por primera vez, el Athletic jugaba como local en un estadio de hierba. Tenía un aforo de 25.000 espectadores, aunque se fue ampliando con el tiempo. Se encontraba hundido bajo el nivel del suelo, en un anfiteatro natural, y no se usaba únicamente para fútbol, sino también para otros deportes como por ejemplo el rugby o el atletismo.
En mayo de 1923 se creó la Copa Confederación Centro, un torneo mediante el sistema copero a partido único en el que participaron todos los equipos madrileños. En su debut, el Athletic goleó por 9-0 al Primitiva de Madrid, y más tarde eliminó a la Ferroviaria con un amplio resultado de 7-0. El 31 de mayo se celebró la final en el Stadium Metropolitano ante 25.000 espectadores. El Real Madrid venció por 6-2 al conjunto rojiblanco y se hizo con el título.

### La presidencia de Juan de Estefanía

#### Temporada 1923 / 1924
El 3 de noviembre de 1923, Julián Ruete presentó su dimisión como presidente del Athletic de Madrid. Dejó la presidencia arruinado y cansado, pero sin perder su ferviente devoción por el club de su vida. Se marchaba uno de los mejores presidentes de toda la historia del club rojiblanco. Juan de Estefanía fue su sucesor en el cargo.
El 14 de octubre de 1923 comenzó el Campeonato Regional Centro para el Athletic. El Real Madrid se alzó aquel año de nuevo con el título con 22 puntos, y el Athletic quedó tercero con 16, por detrás del Racing y empatado a puntos con la Gimnástica.
Al final de esta temporada, concretamente el 20 de junio de 1924, Juan de Estefanía firmó el contrato de arrendamiento de uso exclusivo del Stadium Metropolitano, convirtiéndose así en el único equipo con derecho a jugar allí como local.

#### Temporada 1924 / 1925: Segundo Campeonato Regional.
El Campeonato Regional Centro comenzó aquel año con un plato fuerte: Athletic – Real Madrid. El partido se disputó el 12 de octubre en el Stadium Metropolitano, y el resultado fue de empate a uno. Sin embargo, se trató de un partido monótono y aburrido que no cumplió las expectativas puestas en él.
La clasificación final del torneo fue:
| Athletic de Madrid | 21 |
| Real Madrid        | 17 |
| Gimnástica         | 16 |
| Racing             | 15 |
| Unión Sporting     | 11 |

Los rojiblancos se proclamaron campeones por segunda vez en su historia, siendo superiores durante todo el torneo.
El Athletic de Madrid acudió a disputar la Copa de España. En los cuartos de final tuvo que enfrentarse al Sevilla FC, campeón andaluz que había vencido en los diez partidos de su Campeonato Regional. El encuentro de ida se disputó en el Stadium Metropolitano el 15 de marzo, y tuvo un resultado de 3-1 en favor de los locales. El choque de vuelta ante el Sevilla FC se disputó el 5 de abril en el campo de Nervión. La victoria fue para el equipo local por 1-0.En aquella época, las eliminatorias coperas se decidían por número de victorias, y no por goles, así que tuvo que jugarse un encuentro de desempate.Éste tuvo lugar el 12 de abril en Mestalla (Valencia). El Athletic venció por 3-2 al Sevilla FC, clasificándose para las semifinales del Campeonato.
Para las semifinales, al equipo madrileño le esperaba un potente FC Barcelona que venía de eliminar al Valencia y al Stadium de Zaragoza. La ida se jugó en Les Corts, feudo catalán, el 19 de abril. El Barcelona se impuso por 3-2. El 26 de abril, el Athletic venció por 2-1 al Barcelona en el Stadium Metropolitano. Con la eliminatoria igualada, tuvo que jugarse un partido de desempate en Zaragoza. El Barcelona se alzó con la victoria y la clasificación para la final, en la que vencería al Arenas de Guecho por 2-0.

#### Temporada 1925 / 1926: Subcampeones regionales y nacionales.
Aquel año, el Campeonato Regional Centro arrancó con una importante novedad: además del campeón, también el subcampeón acudiría a disputar la Copa de España. El Campeón fue el Madrid FC, y el Athletic de Madrid quedó como segundo clasificado.
Aquel año, el sistema de competición de la Copa cambió para dar cabida a un mayor número de equipos. Antes de jugarse las eliminatorias de cuartos de final, se disputaría una fase de liguilla en la que los equipos se dividirían en ocho grupos. El campeón de cada grupo se clasificaría para la siguiente fase.
El Athletic cayó en el grupo 2 junto al Betis, subcampeón de Andalucía, y el Cartagena, segundo de Murcia. Los encuentros ante el Cartagena se disputaron el 7 de marzo en El Almarjal y el 28 de marzo en el Stadium Metropolitano, y ambos se saldaron con sendas victorias athléticas, por 2-1 y 4-1 respectivamente. Contra el Betis, se cosechó una victoria por 3-1 en el Metropolitano, y se perdió por 3-2 en Sevilla. Así las cosas, fue necesario un encuentro de desempate. El 15 de abril en el Stadium Metropolitano, el Athletic superó a la escuadra blanquiverde por 4-2, clasificándose para los cuartos de final..
El rival de la eliminatoria fue el Español de Barcelona. El 18 de abril, en la ida, el Español goleó al Athletic por 6-1 en el estadio de Sarrià. Sin embargo, el 25 de abril, el Athletic dio la sorpresa y, al amparo de su afición en el Stadium Metropolitano, derrotó al Español por 2-0, forzando el partido de desempate. El 2 de mayo se celebró dicho encuentro en el estadio de Torrero. El Athletic no defraudó y se impuso por 3-2 ante la sorpresa de los españolistas.
El 9 de mayo de 1926 se disputó la semifinal entre el Athletic de Madrid y el Celta de Vigo, en el estadio de Mestalla y a partido único. Los madrileños vencieron por 3-2, y se clasificaron por segunda vez en su historia para la final de la Copa de España.
El 16 de mayo se celebró la final, de nuevo en Mestalla. El Barcelona se impuso por 3-2 al Athletic después de disputar una prórroga de 30 minutos.

### La presidencia de Luciano Urquijo

#### Temporada 1926 / 1927

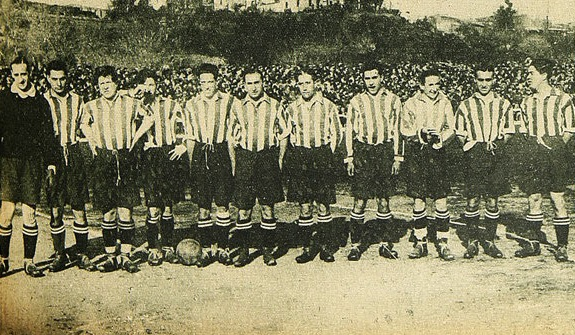
Athletic de Madrid en 1927.

El 4 de noviembre de 1926, la asamblea de socios del Athletic de Madrid se reunió para nombrar a la nueva junta directiva de la temporada. La principal novedad fue que el presidente, Juan de Estefanía, había dimitido para dejar paso a la nueva cabeza de la entidad: Luciano Urquijo.
Aquel año, el sistema de competición del Campeonato Regional Centro se modificó, pasando a disputarse cuatro vueltas en lugar de dos.
La clasificación final del Campeonato Regional Centro fue:
1.º Real Madrid 25 puntos
2.º Athletic Club de Madrid 18 puntos
3.º Racing de Madrid 17 puntos
4.º Real Sociedad Gimnástica Española 10 puntos
5.º Unión Sporting de Madrid 10 puntos
Así, el Athletic se clasificó por tercer año consecutivo para la Copa de España.
Los rojiblancos quedaron encuadrados en el grupo sexto junto al Betis, subcampeón de Andalucía, y el Patria de Montijo, subcampeón de Extremadura. El 6 de marzo, el Athletic acudió a Extremadura para disputar el partido contra el Patria FC, que se celebró en un ambiente de lo más festivo. Venció por 6-4. Una semana después, el conjunto colchonero pinchó al empatar a uno con el Betis en el Stadium Metropolitano. El 27 de marzo, los rojiblancos recibieron y vencieron al Patria por 3-1, de manera que se jugaban su pase a los cuartos de final en el estadio del Betis. El 10 de abril de 1927, el Athletic cayó derrotado por 2-1 ante el Betis, apeándose así de la Copa. Esta eliminación supuso un rotundo fracaso deportivo después de la semifinal y final alcanzadas en los últimos años.

#### Temporada 1927 / 1928: Tercer campeonato regional
Durante el verano previo a la temporada 1927 / 1928, se planteó en la Asamblea de la Real Federación de Fútbol la idea de crear una liga a nivel nacional, siguiendo el modelo inglés. Ante esta propuesta, se crearon dos grupos enfrentados: los minimalistas, formado por los clubes que habían ganado alguna Copa de España, defendían que solo ellos debían participar en la nueva Liga, y apostaban por el mantenimiento de los Campeonatos Regionales. El otro grupo, el de los maximalistas, defendía que también debían formar parte de la liga los equipos que habían resultado subcampeones de Copa, y los más destacados de cada comunidad. El principal defensor del grupo maximalista fue Luciano Urquijo.
Así, durante la temporada 1927 / 1928 se crearon dos ligas paralelas: la maximalista y la minimalista.
El Campeonato Regional Centro 1927 / 1928 volvió al formato de liguilla en dos vueltas, debido al fracaso del año anterior con cuatro vueltas. La clasificación final fue:
- 1.º Real Madrid 26 puntos (38 goles a favor y 10 en contra).
- 1.º Athletic de Madrid 26 puntos (31 goles a favor y 10 en contra).
- 1.º Racing de Madrid 26 puntos (31 goles a favor y 15 en contra).
- 4.º CD Nacional 17 puntos
- 5.º Real Sociedad Gimnástica Española 13 puntos
- 6.º Unión Sporting de Madrid 12 puntos

El Racing de Madrid recurrió la clasificación, y finalmente se celebraron los partidos de desempate para decidir el campeón y el subcampeón regional. Fruto de estos partidos de desempate, el Athletic de Madrid conquistó su tercer campeonato regional y se clasificó para la Copa de España.
Comenzó la Copa de España, y quedó encuadrado en el grupo 2 junto al Real Madrid, el Athletic de Bilbao, el Alavés, el Racing de Santander y la Gimnástica de Torrelavega. Solo ganó en casa ante la Gimnástica y quedó último de grupo, clasificándose Real Madrid y Alavés.
En cuanto a la Liga Maximalista, el Athletic no prestó demasiada atención a esta competición, centrado como estaba en el Campeonato Regional y en la Copa. El público tampoco siguió su desarrollo con asiduidad, y la asistencia fue escasa. El vencedor fue el Racing de Santander, y el Athletic de Madrid finalizó séptimo.

#### Temporada 1928 / 1929: El nacimiento de la liga
El Athletic llegaba al Campeonato Regional Centro con el objetivo de defender su título de campeón. La clasificación final es una clara muestra de la brecha que el profesionalismo había abierto entre los equipos amateurs y los que pagaban a sus jugadores:
- 1.º Real Madrid 23 puntos
- 2.º Athletic de Madrid 20 puntos
- 3.º Racing de Madrid 13 puntos
- 4.º Nacional de Madrid 12 puntos
- 5.º Unión Sporting de Madrid 12 puntos

Aquel año participaron solo 32 equipos en la Copa de España, por lo que se adoptó un sistema de eliminatorias, dejando atrás las tradicionales liguillas. El Athletic debutó en los dieciseisavos de final ante el Deportivo Extremeño. El 9 de diciembre de 1928, los rojiblancos vencieron por 3-0 en el Stadium Metropolitano. Una semana después confirmaron la clasificación al empatar a cero en Cáceres.
Los octavos se jugaron contra el Gimnástica de Torrelavega. El 23 de diciembre el Athletic venció en la ida en el Malecón por 3-2. Para la vuelta, en el Stadium Metropolitano, les bastó con un empate a 1 para seguir adelante en la competición.
El Español de Barcelona fue el rival en esta ocasión. En la ida, el 6 de enero de 1929, los catalanes ganaron por 5-1 en Sarriá, y una semana después se impusieron por 4-2 en el Metropolitano. Un mes más tarde, el Español se proclamó campeón de Copa al superar por 2-1 al Real Madrid.
El siguiente y principal objetivo del Athletic de Madrid fue el Campeonato Nacional de Liga, que se iniciaría el 10 de febrero de 1929. Para que esto fuese posible, se llevaron a cabo numerosas negociaciones en las que Luciano Urquijo supo astutamente incluir a su equipo en la Primera División, que quedó conformada por: Arenas de Guecho, Athletic Club, Athletic de Madrid, FC Barcelona, Real Madrid, Real Sociedad, CD Europa, Real Unión, Español de Barcelona y Racing de Santander.
El 10 de febrero de 1929, el Athletic de Madrid debutó en la Liga de Primera División venciendo al Arenas de Guecho por 3-2 en Ibaiondo. El primer gol del Athletic en liga lo consiguió Vicente Palacios en el minuto 14. Acabaron en sexta posición con 18 puntos, y el primer campeón de la historia de la liga fue el Barcelona.

#### Temporada 1929 / 1930: El descenso
La falta de acuerdo con los propietarios del Stadium Metropolitano obligaron al Athletic de Madrid a jugar en el Estadio de Chamartín. El 22 de septiembre arrancó el Campeonato Regional Centro. El Athletic de Madrid finalizó en un tercer puesto que le obligaba a disputar la fase previa de la Copa de España.
El 1 de diciembre de 1929 arrancó el campeonato de Liga, que el público esperaba con gran interés tras el éxito de la edición del año anterior. El equipo madrileño se impuso por 5-3 al CE Europa. El 12 de enero de 1930, el Athletic volvió al Metropolitano después de su exilio en Chamartín. Sin embargo, el Athletic de Madrid llevó a cabo una pésima participación, terminando el último clasificado y descendiendo a Segunda División. Aquel año, el Athletic de Bilbao se adjudicó el Campeonato de Liga, quedando invicto.
Tras el tremendo fracaso liguero, el Athletic se presentó a jugar la Copa de España con la moral por los suelos. En los dieciseisavos de final se midió al Castellón que acababa de lograr el ascenso a Segunda División. En la ida, el Castellón se impuso por 1-0 en el estadio de El Sequiol. Una semana después, el Athletic venció por 2-1 en Chamartín, lo que forzó un partido de desempate. El 15 de abril, en el estadio de Sarriá, el Castellón goleó estrepitosamente por 7-1 a un desanimado Athletic. Con esta humillante eliminación de Copa, los colchoneros pusieron fin a una temporada para olvidar.

## Años 1930: La Guerra Civil

### Las primeras temporadas en Segunda División

#### Temporada 1930 / 1931
El Athletic de Madrid disputó sus partidos como local en el recién construido Campo de Vallecas. El primer torneo de la temporada fue, como de costumbre, el Campeonato Regional Centro, al que aquel año se unió a los equipos ya habituales la Tranviaria. La clasificación final fue así:
- 1.º Athletic de Madrid 22 puntos
- 2.º Madrid 20 puntos
- 3.º Racing de Madrid 17 puntos
- 4.º Nacional 15 puntos
- 5.º Tranviaria 9 puntos
- 6.º Unión Sporting 6 puntos

De vuelta al campeonato liguero, el Athletic afrontó el reto de Segunda División con el único objetivo de ascender. Su debut en la categoría de plata del fútbol español fue el 7 de diciembre de 1930, con una derrota por 4-1 ante el Oviedo. Aunque la persecución del primer puesto fue ardua e insistente, el conjunto colchonero pinchó en las dos últimas jornadas de liga, cosechando un empate y una derrota. De esta forma tuvo que conformarse con un segundo puesto y permanecer un año más en Segunda División.
Después de la decepción liguera, el siguiente objetivo del Athletic llegó con la Copa de España. Se jugaba en un momento de gran actividad política en el país, con la proclamación de la II República el 14 de abril de 1931.
En los dieciseisavos de final, el rival fue el Valladolid, de tercera división. Los madrileños eran favoritos sobre el papel, sin embargo cayeron ante los pucelanos perdiendo por 2-1 en la ida y en la vuelta por 1-2 en un partido disputado en el Estadio de Chamartín. Con este desastroso cierre de temporada, el Athletic regresó a Madrid de nuevo con las manos vacías de títulos.

#### Temporada 1931 / 1932: La dimisión de Luciano Urquijo
La situación del Athletic de Madrid venía siendo insostenible. En primer lugar, hubo varios conflictos con los jugadores. Un ejemplo fue el caso Ordóñez, centrocampista que se negó a jugar la Copa de España alegando impago del salario. En septiembre de 1931 solicitó la carta de libertad, pero no le fue concedida. También fue llamativo el conflicto con el delantero Losada, que se lesionó jugando un amistoso con el Celta de Vigo contra el Oporto, sin tener permiso del club.
En el plano deportivo, la afición estaba descontenta con el club por la pérdida del ascenso en las últimas jornadas y por la sorprendente eliminación de Copa. Y en el plano institucional, Urquijo perdió todo el apoyo popular. Para tratar de imponer su autoridad y tener más libertad de movimientos, retiró el derecho de voto a los socios, otro de los motivos por los que se le puso el mote de “El dictador”. Otro factor de descontento fue el mal estado del campo de Vallecas, en el que jugaron toda la primera mitad de temporada mientras finalizaban las obras del Metropolitano.
Aquel año, los Campeonatos Regionales se sustituyeron por unos Campeonatos Mancomunados entre varias regiones. El Athletic Club participó en el Campeonato Mancomunado Centro, Aragón y Castilla y León junto a estos equipos: Madrid (durante la República perdió su título de Real), Deportivo Nacional de Madrid, Castilla (equipo nacido de la unión entre Racing Club de Madrid y Unión Sporting), Valladolid e Iberia de Zaragoza. Los tres primeros se clasificaban para el Campeonato de España. La clasificación final fue:
- Madrid 17 puntos.
- Deportivo Nacional 11 puntos.
- Athletic de Madrid 10 puntos.
- Valladolid 9 puntos.
- Iberia de Zaragoza 7 puntos.
- Castilla 6 puntos.

Así, el Athletic consiguió por los pelos la clasificación para la Copa de España. La situación económica era insostenible, y la afición arremetió contra el presidente. Luciano, superado por la presión, acabó dimitiendo el 1 de diciembre de 1931. El nuevo presidente fue Rafael González Iglesias. Nada más llegar, devolvió el derecho de voto a los socios, readmitió a los que habían sido expulsados permitiéndoles conservar su antigüedad, permitió entrar a nuevos socios sin pagar cuota y reestructuró el club para modernizarlo.
Tras el fracaso de la temporada anterior, el Athletic retornó a la Segunda División con el mismo objetivo: conseguir el primer puesto que otorgaba el ascenso de categoría. Aunque se incorporaron más de 1000 nuevos socios (muchos de ellos procedentes del desaparecido Racing) la deuda seguía siendo estratosférica. El equipo hizo un campeonato irregular, consiguiendo con más pena que gloria un cuarto puesto con 18 puntos.
Nada más terminar la liga se puso en marcha el Campeonato de España, que cambió de nombre con la llegada de la República. En los dieciseisavos de final, el Athletic se emparejó con el CD Logroño, un equipo de Tercera División. El 10 de abril de 1932 el club madrileño venció en el Metropolitano por 1-0. Una semana más tarde, los riojanos se impusieron en su campo por 2-1. El partido de desempate se llevó a cabo el 19 de abril en Torrero (Zaragoza), y el conjunto colchonero venció por 1-0 con gol de Losada en la primera mitad.
En octavos de final, el CD Alavés fue el rival rojiblanco. El 8 de mayo, en el partido de ida en Mendizorroza, los vitorianos golearon al Athletic por 7-1. Sin embargo, una semana después los rojiblancos dieron la sorpresa, y vencieron por 6-0 ante el escaso público que había acudido al Metropolitano. El 16 de mayo se jugó el partido de desempate en Chamartín, donde fueron eliminados de la competición copera por 3-1.

#### Temporada 1932 / 1933
Aquel año se jugó el Campeonato Mancomunado Castilla-Sur, en el que participaron los equipos: Athletic Club de Madrid, Deportivo de Madrid, Sevilla, Valladolid, Madrid y Betis. Al igual que el año anterior, los tres primeros clasificados jugarían la Copa del Presidente de la República. Un año más, accedieron a la Copa por los pelos, con la siguiente clasificación:
- Madrid 18 puntos.
- Betis 12 puntos.
- Athletic Club de Madrid 11 puntos.
- Valladolid 8 puntos.
- Sevilla 7 puntos.
- Club Deportivo de Madrid 4 puntos.

Después de dos temporadas en segunda división, el ascenso era ya algo indispensable. Aquel año, los favoritos eran el Athletic de Madrid, el Oviedo, el Murcia y el Unión de Irún. El conjunto colchonero resultó arrollado por el buen juego de los asturianos, que consiguieron el ascenso. Por tercer año consecutivo, el Athletic se quedaba a las puertas de la primera división.
Después del campeonato liguero y tras varios partidos amistosos, comenzó la Copa del Presidente de la República. En la primera ronda, el Athletic se midió al débil Victoria de Las Palmas, campeón canario. En el choque de ida, el 9 de abril de 1933, se produjo un empate a dos goles en el campo del rival. En la vuelta en el Metropolitano, el Athletic goleó a los canarios por 4-0.
En la siguiente ronda, el rival fue el Valencia. El 7 de mayo de 1933, en el Metropolitano, los athléticos perdieron el encuentro de ida por 4-3, poniéndose la eliminatoria cuesta arriba. Sin embargo, una semana más tarde, el conjunto colchonero forzó el desempate con una victoria por 2-1 en Mestalla. El 16 de mayo se jugó dicho encuentro en el campo de Torrero en Zaragoza, con victoria valencianista por 2-1. Así, un año más, el Athletic quedó prematuramente eliminado de la competición copera.

#### Temporada 1933 / 1934: El ascenso
Aquel año se contrató al técnico Frederick Pentland, que ya había dirigido al Athletic de Madrid en anteriores temporadas con gran éxito. Además se regresó al estadio de Vallecas, que había mejorado sus condiciones en la hierba y en las gradas. Se hicieron numerosos fichajes de categoría y muy costosos aquel verano, así que ascender a primera división se convirtió en una obligación para poder amortizar las nuevas incorporaciones.
La primera oportunidad de demostrar el potencial de la nueva plantilla llegó en el Campeonato Mancomunado Castilla-Sur. Hizo un gran papel a pesar de lo devaluada que estaba la competición, que había perdido prestigio frente a la Liga y la Copa. Durante las dos vueltas se trató de un mano a mano con el Madrid, que se vio truncado en la segunda vuelta con la derrota ante el Nacional, colista. Los equipos participantes fueron Athletic de Madrid, Madrid, Nacional de Madrid, Valladolid, Sevilla y Betis. La clasificación final fue:
- Madrid 16 puntos.
- Athletic 14 puntos.
- Betis 10 puntos.
- Sevilla 10 puntos.
- Nacional 7 puntos.
- Valladolid 3 puntos.

Aquel año, la Federación Española de Fútbol tomó la decisión de ampliar el número de equipos de Primera División. Por tanto, se ideó un sistema de coeficientes en el que se tenían en cuenta los resultados de campañas anteriores, y los cuatro primeros coeficientes ascenderían a Primera División.
El 15 de noviembre de 1933 arrancó la primera jornada, en la que el Athletic venció al Deportivo de la Coruña por 3-1 en Vallecas. El Sevilla fue campeón y ascendió automáticamente a Primera División, y el resto de los equipos, entre los que se encontraba el Athletic que había finalizado en segunda posición, tuvieron que esperar la decisión Federativa para saber si finalmente se aplicaría el baremo de los coeficientes. El 16 de julio de 1934 se celebró la Asamblea General Ordinaria. No se siguió finalmente el sistema de coeficientes, sin embargo se continuó con la idea de ampliar la Primera División. De manera que, finalmente, el Athletic fue ascendido como subcampeón de Segunda, y el Arenas de Guecho, colista de Primera, no fue descendido.
Tras la finalización de la Liga, comenzó como siempre la competición copera. En los dieciseisavos de final, al Athletic le tocó medirse al Osasuna, quinto clasificado de Segunda. La ida se jugó el 11 de marzo de 1934 en San Juan, donde el Osasuna se impuso por 2-0. Una semana después se disputó la vuelta en Vallecas y la escuadra colchonera solo pudo empatar a un gol, con lo que una vez más quedaron apeados del campeonato copero a las primeras de cambio. El campeón fue el Real Madrid, que superó en la final al Valencia por 2-1.

### El regreso a Primera División

#### Temporada 1934 / 1935
Aquel año, el Campeonato Regional Centro volvió a cambiar de nombre. En aquella ocasión pasó a llamarse Campeonato Superregional Castilla-Cantabria-Aragón. Los equipos participantes fueron: Nacional de Madrid, Racing de Santander, Deportivo Logroño, Valladolid, Zaragoza y Madrid. Como siempre, los tres primeros clasificados accederían a la Copa de España, aunque esta vez el tercero tendría que jugar una ronda previa. El Campeonato se celebró desde septiembre hasta diciembre de 1934, y lclasificación final fue la siguiente:
- Madrid 20 puntos
- Racing de Santander 15 puntos
- Athletic 14 puntos
- Nacional 12 puntos
- Valladolid 10 puntos
- Zaragoza 9 puntos

Los rojiblancos habían hecho una gran inversión en verano para reforzarse de cara al regreso a Primera División. La escuadra colchonera completó una aceptable temporada que le valió para mantenerse en Primera División pero que no le permitió colocarse entre los mejores puestos debido a su irregularidad. Fue séptimo con 21 puntos.
La fase previa del Campeonato de España consistía en una eliminatoria a partido único en terreno neutral. El 5 de mayo de 1935, el Athletic venció por 3-2 al Nacional en Chamartín, ganándose el acceso a los dieciseisavos de Copa.
En la siguiente ronda, su rival fue el recién descendido a Segunda Arenas de Guecho. El 9 de mayo, en la ida, el Athletic ganó por 3-0 en Ibaiondo. La vuelta en el Metropolitano se consumó con una nueva victoria madrileña, esta vez por 3-1.
Su rival en los octavos de final fue el Racing de Santander, antepenúltimo clasificado en Primera División. La ida se jugó en el Metropolitano el 19 de mayo, y los locales superaron a los visitantes con un resultado de 4-3. Una semana después, el Racing se impuso por 2-1 en el Sardinero, forzando un partido de desempate. Se jugó el 28 de mayo en Chamartín, y el Athletic pasó a la siguiente ronda gracias a su victoria por 3-1, merced a dos tantos de Lafuente y uno de Chacho, que remontaron el gol de Ibarra.
El rival para cuartos de final fue el Sevilla. El 3 de junio, en la ida, el Athletic empató a dos tantos en el Metropolitano. El 10 de junio, en Nervión, los andaluces vencieron por 3-2 a una debilitada escuadra madrileña.

#### Temporada 1935 / 1936: El descenso que no se consumó
El Campeonato Superregional fue el primer reto de la temporada. Aquella temporada el formato variaba ligeramente: el primero se clasificaba para la Copa de España, mientras que el segundo y el tercero deberían jugar una fase previa. Los participantes fueron Athletic de Madrid, Madrid, Racing de Santander, Zaragoza, Nacional de Madrid y Valladolid. El Athletic completó un campeonato discreto, con 5 victorias y 5 derrotas, manteniéndose siempre lejos del primer puesto. La clasificación final fue:
- Madrid 15 puntos
- Zaragoza 14 puntos
- Athletic 10 puntos
- Racing de Santander 9 puntos
- Nacional 7 puntos
- Valladolid 5 puntos

Sin más dilación, se puso en marcha la Liga 35/36. El Athletic que comenzó la temporada ilusionado con un equipo lleno de internacionales, pero finalizó en puestos de descenso y aparentemente condenado a abandonar la máxima categoría del fútbol español, tras cuatro años luchando por recuperarla
Sin tiempo para recuperarse del mazazo liguero, el equipo se vio obligado a comenzar a disputar la Copa de España. En la fase previa, el equipo madrileño tuvo como rival al Sporting de Gijón. En la ida, el 25 de abril de 1936, venció por 5-1 en El Molinón a un desmoralizado Athletic. En la vuelta en el Metropolitano, el 3 de mayo, los rojiblancos cayeron ante los asturianos por 3-2, siendo eliminados en la fase previa. Éste fue el último encuentro que el conjunto jugó antes de la Guerra Civil.

### El fútbol durante la Guerra Civil
El cargo de presidente fue ocupado por José María Fernández Cabello en 1936. Fue tras la tremenda crisis institucional y económica que supuso el descenso a Segunda División. Durante aquel verano, a pesar del mal momento que vivía el equipo, la nueva Junta Directiva se dedicó a preparar con entusiasmo la nueva temporada en Segunda, con la única meta en mente de conseguir de nuevo el ascenso. Sin embargo, todo cambió para el país entero el 17 de julio de 1936, día de que dio comienzo la guerra civil española.
Durante tres años no se disputó ni la Liga ni la Copa, y solo permanecieron activas algunas competiciones regionales de ambos bandos. En lo que respecta a Madrid, la Dirección General de Seguridad había prohibido cualquier competición deportiva. Asimismo, el Frente Popular se había incautado la Real Federación Española de Fútbol, la Federación Castellana de Fútbol, el Athletic Club de Madrid y el Real Madrid.
Igualmente, a finales de agosto y a pesar de los bombardeos y de lo mermado de sus plantillas, Madrid y Athletic comenzaron sus entrenamientos de cara a la siguiente temporada. En principio solo jugaron algunos encuentros amistosos y benéficos. El 30 de agosto, los dos equipos locales iban a enfrentarse en el estadio de Vallecas, en un encuentro a favor de las milicias. Sin embargo, el partido fue suspendido. Aprovechando el “pasillo” que unía Madrid con la también republicana Valencia, el 13 de septiembre el Athletic se trasladó a la ciudad mediterránea para jugar un encuentro en beneficio de las Milicias Populares. El Valencia CF venció por 9-1 a un Athletic que defraudó al numeroso público asistente. El 27 de septiembre se jugó un nuevo partido benéfico, esta vez en favor de los Hospitales de Sangre, organizado por la Casa Cuna de la Asociación Antifascista. Se enfrentaron el Athletic contra el Batallón Deportivo, y los rojiblancos perdieron por 2-0.
En Madrid, el Delegado de Orden Público había prohibido todos los torneos oficiales de fútbol. Sin embargo, el Madrid y el Athletic deseaban competir, así que intentaron unirse al Campeonato Superregional Levante y Murcia. Para prevenir un posible cierre de comunicación de la vía entre Valencia y Madrid, se decidió que lo mejor era que ambos equipos se instalasen en Valencia o Alicante durante el transcurso del torneo. Todo parecía bien encaminado, ya que incluso se había sorteado la primera jornada incluyendo a ambos equipos, pero a última hora la Federación no permitió a los conjuntos madrileños participar en el Campeonato Superregional, por no considerarlo lo suficientemente seguro.
El 3 de octubre de 1936, una circular de la Real Federación Española de Fútbol anunció la suspensión de la temporada 1936 / 1937 para competiciones oficiales, y solo autorizaba a las Federaciones Regionales a organizar Campeonatos Superregionales, bajo su propia responsabilidad. Algunas zonas alejadas del frente de batalla continuaron organizando campeonatos de fútbol, pero no fue así en Madrid. De esta forma, durante la Guerra Civil, los clubes madrileños perdieron tres años de vida.
A lo largo de la temporada 1936 / 1937, el Athletic de Madrid solo jugó algunos amistosos sueltos, y siempre en beneficio de alguna asociación o personaje del bando republicano. Mientras tanto, otros equipos continuaban compitiendo o se marchaban fuera del país, como fue el caso de la selección de Euskadi, que se pasó casi dos años de gira por Europa.
La temporada 1936 / 1937 acentuó las diferencias entre el bando nacional y el republicano en lo que a fútbol se refiere. Los nacionales, que estaban dominando la guerra y veían cada vez más cerca la victoria, recompusieron la Real Federación Española de Fútbol, y empezaron las gestiones para que la FIFA la reconociese como representante del fútbol español. Se consiguió en noviembre de 1937. Esta nueva Federación del bando nacional, además de los campeonatos regionales y algunos amistosos, organizó dos partidos de la selección española ante Portugal, que se saldaron con sendas derrotas.
A medida que se acercaba el final de la guerra, la evolución del fútbol mejoró en el bando nacional, en tanto que en las zonas republicanas se prestaba más atención a asuntos como detener el avance franquista. En noviembre de 1938, la Federación quiso organizar la primera Copa del Generalísimo. Sin embargo, la ausencia de gran cantidad de jugadores enviados al frente, retrasaron su organización hasta el final de la contienda. A pesar de ello, sí que se jugaron varios campeonatos regionales (Galicia, Cantabria, Vizcaya, Guipúzcoa, Navarra, Aragón y Andalucía) para decidir los equipos que se clasificarían para el campeonato.
De los jugadores que habían jugado en el Athletic de Madrid, muchos fallecieron durante la guerra. Es el caso de Vicente Palacios, Alfonso Olaso, Ramón Triana, Arater y Ángel Arocha (el único que seguía jugando en el club madrileño). Resultaron heridos los exjugadores Mariano de la Torre y Losada. Asimismo, prestó sus servicios en el bando nacional Javier Barroso, y en el republicano el guardameta Pacheco. Curioso fue el caso de Ramón Gabilondo, que ejerció como médico en ambos bandos.

### La fusión con el Aviación Nacional
Tras la Guerra Civil, el Athletic de Madrid se encontraba en una situación muy comprometida. Militaba en Segunda División, no tenía jugadores (apenas media docena), tampoco tenía dinero pero sí una deuda de más de un millón de pesetas, y el Estadio de Vallecas se encontraba totalmente destruido por los daños de la guerra. Además, de haberse encontrado el terreno en buenas condiciones, tampoco se hubiese podido usar, ya que el club había sido desahuciado por falta de pago.
Por otro lado, el club Aviación Nacional fue creado a mediados de 1937 en Salamanca, con el objetivo de entretener a los soldados y disputar partidos benéficos. En 1938 fue trasladado a Zaragoza, y allí comenzó a disputar partidos oficiales, y se clasificó para la I Copa del Generalísimo. Tras el final de la Guerra Civil, el club se trasladó a Madrid y se convirtió en instrumento de propaganda del ejército vencedor.
El Aviación Nacional buscaba un club con el que fusionarse para poder disputar así partidos de Primera División, ya que de otra forma la Federación no lo permitiría. Al principio lo intentó con el Real Madrid, pero las condiciones que el club militar proponía no convencieron a los blancos. El Aviación exigía al club que se uniese a él imponer su nombre, su escudo, los colores de su uniforme, el 50% de los directivos y el presidente. Esas exigencias eran las que no convencían tampoco al Athletic, ya que no quería perder sus señas de identidad. Sin embargo, necesitaba urgentemente aquella fusión para poder sanear sus cuentas, tener un equipo completo y salvarse de la desaparición. Las negociaciones no fueron fáciles, ya que el Nacional de Madrid también estaba interesado en fusionarse con ellos. El Athletic temía esta posibilidad que le relegaría al puesto de tercero en discordia entre los equipos madrileños. Por eso, insistió en sus conversaciones con los dirigentes del Aviación y finalmente llegaron a un acuerdo de fusión, que consistía en los siguientes puntos:
- Cambiar el nombre de “Athletic de Madrid” a “Athletic-Aviación Club”.
- Seguir rigiéndose por la normativa del antiguo Athletic de Madrid.
- Mantener los colores rojo y blanco y el pantalón azul y, en el escudo, poner el emblema del Aviación Nacional con el escudo del *Athletic de Madrid superpuesto.
- Otorgar los mismos derechos a los miembros del Arma de Aviación que soliciten entrar en el club que a los actuales socios del mismo.

Así, con esa serie de condiciones, ambos equipos resultaron beneficiados de la unión, y el Athletic pudo sobrevivir a la Guerra y convertirse en un equipo fuerte y competitivo.
El 4 de octubre de 1939 se firmó la fusión entre el Athletic Club de Madrid y el Aviación Nacional, lo cual llevó al nacimiento del Athletic Aviación Club. Para la ocasión, Francisco Vives fue nombrado presidente del club, pero rápidamente fue sustituido por Luis Navarro.
El 26 de noviembre de 1939, el club evitó el descenso a la segunda división española, tras vencer por 3 a 1 al Club Atlético Osasuna, en un partido de promoción.

## Años 1940: Cambios en el nombre y el bicampeonato de Liga

### El Athletic Aviación

#### Temporada 1939 / 1940: La primera Liga
El 28 de abril de 1940, el equipo dirigido por Ricardo Zamora se adjudicó el título de campeón de la primera división por primera vez en su historia.
Ricardo Zamora, fichado por el Aviación Nacional, fue el entrenador del equipo.
El Athletic Aviación Club debutó oficialmente en el Campeonato Regional Castellano junto a los siguientes equipos: Real Madrid, Ferroviaria, UD Salamanca, Imperio y Valladolid. Así quedó la clasificación final:
- Athletic Aviación Club 15 puntos
- Madrid FC 15 puntos
- AD Ferroviaria 13 puntos
- UD Salamanca 8 puntos
- Imperio FC 5 puntos
- Club Valladolid Deportivo 4 puntos

Así, el Athletic volvió a alzar un título después de más de 20 años. La temporada se había iniciado de forma inmejorable, pero al Club todavía le esperaban algunas alegrías más.
Aquel año, el Athletic Aviación debía haber disputado la liga de Segunda División, debido a que acabó en puestos de descenso durante la anterior campaña. Sin embargo, el Real Oviedo se vio obligado a solicitar una exención de disputar de esa temporada debido al ruinoso estado en que se encontraba su campo tras los desastres de la Guerra Civil. De esta forma, tras muchas polémicas y discusiones, se concluyó ceder la plaza del equipo asturiano a uno de los dos equipos que habían caído en el descenso: el Athletic Aviación y el Osasuna. Para decidir cuál de los dos conseguiría la permanencia, se jugó un partido de promoción en campo neutral.
El partido se disputó el 26 de noviembre de 1939 en Mestalla (Valencia). Gracias a la victoria por 2-1, el Athletic Aviación retornaría a Primera en la temporada 1939 / 1940, un nuevo éxito deportivo.
Aquel año jugaron sus partidos como locales en Chamartín, excepto el último, que lo disputaron en un reformado Vallecas. El 3 de diciembre de 1939, arrancó de nuevo la Liga tras tres años de parón. El Athletic se proclamó campeón por primera vez en su historia, disputando un emocionante campeonato mano a mano con el Sevilla FC.El 8 de mayo de 1940, el general José Moscardo, presidente del Consejo General de Deportes, entregó la Copa de la Liga a Mesa, capitán rojiblanco. El Athletic Aviación se alzaba como el club más popular y admirado de la capital, ensombreciendo a su eterno rival el Real Madrid con sus triunfos tanto deportivos como institucionales.
Tras la emocionante victoria liguera, el Athletic Aviación afrontó la Copa con la esperanza de conseguir un nuevo título. Como campeón de liga estuvo exento de los dieciseisavos de final, así que accedió directamente a octavos. Su rival fue el Real Zaragoza, séptimo en Primera División que venía de eliminar al Baracaldo. En la ida, el 23 de mayo de 1940, el Zaragoza consiguió llevarse un empate a cero de Vallecas. En el encuentro de vuelta, tres días más tarde, se finalizó con un nuevo empate, esta vez a dos goles. Este resultado forzó un partido de desempate en campo neutral. Se jugó el 28 de mayo en Las Corts, y el once maño superó por 4-2 a los madrileños, que se apearon de la Copa en el primer asalto.
Así, de una forma no muy brillante se cerró la mejor temporada en la historia del club hasta el momento.

#### Temporada 1940 / 1941: La segunda Liga consecutiva
Aquel año, el club debió afrontar una nueva competición creada en el fútbol español: la Copa de Campeones. Precedente de la actual Supercopa de España, enfrentaba al campeón de liga con el campeón de la Copa del Generalísimo, en una final a doble partido. En la ida, el 1 de septiembre de 1940, el Athletic Aviación empató a tres goles con el Español de Barcelona en Sarriá. En la vuelta, el 15 de septiembre, el Español se vio arrasado por el conjunto colchonero, que venció de forma contundente por 7-1 en el estadio de Vallecas.
La entidad rojiblanca conquistaba un nuevo trofeo continuando así con su línea de éxitos deportivos.
El Athletic Aviación partía como principal favorito para el Campeonato de Liga. Como alternativas destacaban el Valencia, el Sevilla, el Athletic Club y el Barcelona. Aquel año, los equipos de Primera y Segunda división no participaron en los Campeonatos Regionales, así que tras un par de meses de parón en el que se disputaron varios partidos amistosos, arrancó el campeonato liguero. El conjunto de Zamora se proclamó, por segunda vez consecutiva, Campeón de Liga. El 9 de marzo de 1941, en el ayuntamiento de Madrid, el alcalde Alberto Alcocer y Ribacoba entregó la copa de la liga a Mesa, capitán del equipo, en presencia del resto de la plantilla, técnicos y dirigentes. Entonces ya ejercía de presidente del Atlético Aviación Manuel Gallego Suárez-Somonte, ya que Luis Navarro había sido asignado por el ejército del aire en la Embajada de España en Roma.
Pruden, delantero fichado durante el verano anterior al Salamanca, se proclamó máximo goleador del torneo liguero. Al año siguiente volvió a su antiguo club, para poder continuar en su ciudad con los estudios de medicina que había dejado aparcados para jugar en Madrid.
Tras finalizar el campeonato liguero, y jugarse algunos torneos recién creados que no pudieron finalizarse, o siquiera comenzarse, debido a la falta de acuerdo y organización, arrancó la competición copera. En octavos de final, el rival del Atlético Aviación fue el Betis, séptimo en segunda. El 11 de mayo, en la ida, el equipo rojiblanco ganó por 5-1 en Heliópolis. Una semana después, en Vallecas, los colchoneros vencieron por 8-1 completando un global de 13-2, máximo conseguido hasta ahora en la historia de la Copa.
En los cuartos de final, también le tocó al Atlético Aviación un Segunda División, en este caso el recién ascendido Real Sociedad. El 25 de mayo, en la ida, la Real se impuso por 2-1 en Atocha. Durante el encuentro de vuelta, los madrileños no consiguieron pasar del empate a cero, con lo que volvieron a caer en copa, ratificando su mala racha en esta competición.

### Atlético Aviación

#### Temporada 1941 / 1942
Durante todo el mes de septiembre, el equipo disputó amistosos de preparación para que, al finalizar el mes, estuviesen listos y a punto para comenzar la Liga. El equipo madrileño peleó el campeonato hasta el final. A falta de dos jornadas, el Valencia sumaba 37 puntos, el Atlético 32 y el Madrid 31. Ambos equipos madrileños lucharon por el subcampeonato, que se llevó el Madrid tras vencer a los aviadores en Chamartín.
Tras la decepción liguera, el Atlético se fijó como objetivo la Copa, una competición que nunca se le había dado bien. El 26 de abril se jugó la ida de la primera ronda y el destino quiso que su rival fuese nada menos que el UD Salamanca de Pruden, un equipo que había disputado sin suerte la promoción a Primera División. El primer partido se jugó en el estadio de El Calvario y lo ganó el Salamanca por 1-0. En la vuelta, una semana más tarde, el cuadro madrileño goleó por 6-1 a los charros sin problemas para pasar la eliminatoria.
En los octavos de final el rival fue el Deportivo de la Coruña, equipo revelación de la Liga con un sorprendente cuarto puesto. La ida se disputó en Vallecas y el Atlético la ganó por 2-0. En la vuelta, el 17 de mayo, madrileños y coruñeses empataron a cero en Riazor, pasando los aviadores a cuartos de final.
El Valladolid fue el nuevo rival de los rojiblancos. En la ida se empató a tres goles en el estadio José Zorrilla, y en el partido de Vallecas ganó el Valladolid por 2-3. Nadie esperaba esta derrota, especialmente después de que el equipo local se hubiese puesto 2-1, y los aficionados colchoneros se marcharon tremendamente decepcionados después de que un equipo de Segunda División los eliminara de un torneo que aún se les resisitía.
De esta forma, finalizó una temporada decepcionante para el Atlético Aviación.

#### Temporada 1942 / 1943
El 4 de septiembre de 1942, el Atlético Aviación regresó a los entrenamientos para preparar la siguiente temporada, tras más de un mes de vacaciones. Aquel año, el presidente Manuel Gallegos contrató a un preparador físico: Federico Olavarría, profesor de Cultura Física del Ejército del Aire, para que cuidara de la forma de los jugadores, ya que durante el tramo final de la pasada temporada habían jugado agotados y casi sin fuerzas. Ricardo Zamora, que continuó una temporada más como entrenador, no acogió la idea con mucho agrado.
Además, desde mayo se venían realizando las obras de restauración del Estadio Metropolitano, que pasaría a albergar a 45.000 espectadores. La intención de la directiva era la de empezar la campaña jugando ya en el estadio de Cuatro Caminos, sin embargo éste no estuvo disponible hasta febrero. Durante los primeros meses de temporada continuaron disputando sus partidos como locales en el Estadio de Vallecas.
El Campeonato Nacional de Liga 1942/1943 partió con un claro favorito, el Valencia, con aspirantes como el Atlético Aviación, el Atlético de Bilbao o el Sevilla. El equipo revelación de la temporada fue el Castellón, con un meritorio cuarto puesto. Los colchoneros empezaron con mal pie el campeonato, y arrastraron su pésimo arranque liguero durante toda la temporada y finalizaron en un discreto octavo puesto, a tres puntos del Español, que jugó la promoción.
En 1946 asumió la presidencia Juan Touzón. El 14 de diciembre del mismo año, el Ministerio del Aire solicitó al Club Atlético de Aviación que prescindiera del uso del término Aviación. La comunicación es leída en una junta directiva de la entidad. La directiva acuerda por unanimidad dirigir una carta al Excelentísimo Ministro agradeciéndole las atenciones que con este club ha tenido el Ejército del Aire desde hace varios años. Tras deliberación, se aprobó por unanimidad el cambio de nombre a Club Atlético de Madrid, iniciándose al efecto las gestiones necesarias para el cambio de nombre con la supresión de la palabra Aviación.

#### Temporada 1946 / 1947
En enero de 1947 el club pasó a llamarse Club Atlético de Madrid, adoptando además un nuevo escudo, similar al utilizado en 1917, pero con cuatro rayas rojas. El primer partido oficial del club bajo el nuevo nombre, jugado en 6 de enero de 1947, correspondió a la derrota por 3 goles a 1 contra el Sabadell (entonces colista), jugado en el Estadio Metropolitano. En este año, asumió la presidencia Cesáreo Galíndez. Esta temporada, en lo que fue la mayor victoria hasta entonces en un derbi frente al Real Madrid (5-0), se consagró la popularmente conocida como Delantera de Seda" (Silva, Juncosa, Vidal, Campos y Escudero).
En septiembre el Atlético de Madrid conquistó la Copa Presidente de la Federación Española de Fútbol, título oficial organizado por la Real Federación Española de Fútbol, en el que participaron el Atlético de Madrid, el Valencia CF, el Athletic Club y el FC Barcelona en un torneo con formato de liguilla. El 14 de septiembre el equipo rojiblanco madrileño ganó el último partido al Valencia, por 4-0 en un partido aplazado por no encontrar fechas para disputarlo, desde la temporada 1941/1942. Ganando así el trofeo que fue entregado por el presidente de la Federación Española de Fútbol, con un total de 8 puntos, uno más que el Valencia CF, que fue subcampeón.

## Años 1950: El segundo bicampeonato de Liga y las goleadas históricas
En la temporada 1949/50, bajo las órdenes del entrenador Helenio Herrera, el Atlético suma su tercer título de Liga. 
En la temporada siguiente, la 1950/51, (también con Herrera en el banquillo), el equipo colchonero volvió a alzarse con el título de campeón. Así, los del Manzanares consiguieron el segundo bicampeonato de su historia.
En 1951 conquista la Copa Eva Duarte, precedente de la actual Supercopa de España de fútbol, que disputaban los campeones de Liga y Copa. Resarciéndose así, de la pérdida del título en la anterior edición de la competición.
Durante estos años jugaba en el equipo la llamada Delantera de Cristal, caracterizada por el juego ofensivo y el dominio del balón (en referencia a unas medias "de cristal", más finas que las "de seda", que por aquella época se publicitaban). Esta delantera estaba liderada por el jugador francés de origen marroquí Larby Ben Barek. Ben Barek que jugó seis temporadas en el equipo rojiblanco, desde 1948 hasta 1954, y para muchos aficionados rojiblancos es uno de los mejores jugadores que han pasado por el club. Pelé comentó que "Si yo soy el rey del fútbol, Ben Barek es Dios".
En 1952 asumió la presidencia el Marqués de la Florida.
El 5 de diciembre de 1954, el Celta de Vigo derrotó 8 a 1 al Atlético de Madrid, convirtiéndose en la mayor derrota del equipo.
En 1955 asumieron la presidencia Jesús Suevos y, meses más tarde, Javier Barroso. Ese año, el Atlético de Madrid logró su mayor victoria, venciendo el 11 de septiembre al Hércules CF por 9 - 0. A partir de este año, contribuiría notoriamente a los éxitos del Club la popularmente conocida como "el ala infernal", que formarían entre 1955 y 1962 Enrique "el Niño" Collar y Joaquín Peiró.
El 20 de octubre de 1957, el Atlético volvió a conseguir una importante goleada, venciendo a la Unión Deportiva Las Palmas por 9 - 0.

## Años 1960: Primeras Copas de España y la Recopa

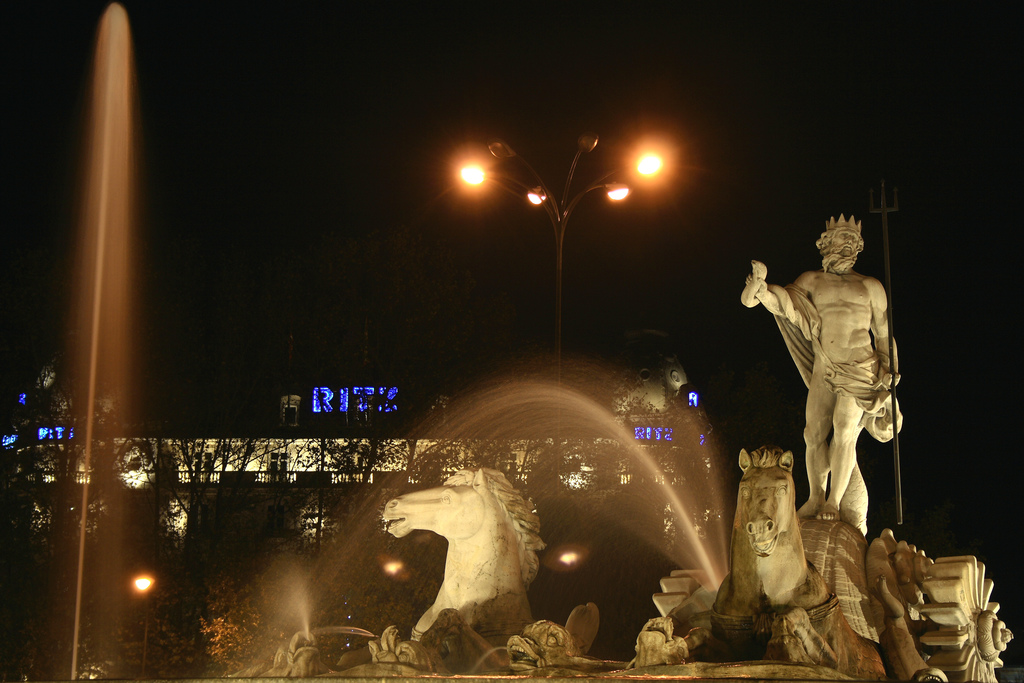
La masa social del Atlético de Madrid celebra sus triunfos en la Fuente de Neptuno.

- Las finales de Copa ante el Real Madrid:

La de los años 60 fue una época fructífera para el Atlético de Madrid en cuanto a resultados. En la 1959/60, de la mano del entrenador José Villalonga, el club consiguió su primera Copa del Generalísimo (actual Copa del Rey), al derrotar a su rival histórico: el Real Madrid. El Atlético derrotó a los "merengues" en el decisivo derbi madrileño por 3 a 1.
En la temporada siguiente, el equipo colchonero volvió a repetir aquel logro, derrotando nuevamente en el derbi al Real Madrid, esta vez por 3 a 2.
- Su primer título internacional: La Recopa de Europa

El logro de la Copa del Generalísimo de 1961, le permitió al Atlético disputar la Recopa de Europa del año siguiente. Tras eliminar a distintos rivales, el equipo colchonero logró llegar a la primera final internacional de su historia.
La final de la Recopa de Europa se disputó el 10 de mayo de 1962 en Glasgow (Escocia), con resultado de empate a 1 gol ante la ACF Fiorentina de Italia. El partido de desempate se disputó el 5 de septiembre de 1962, en el Neckarstadion de Stuttgart (Alemania), donde el equipo madrileño derrotó al equipo florentino por 3 goles a 0, con tantos de Jones, Mendonça y Joaquín Peiró. Así, el club conquistó el primer trofeo europeo oficial de su historia.
- La Copa del Rey de 1965:

En la temporada 1964/65, el Atlético obtuvo su tercera Copa del Generalísimo, tras derrotar por 1 a 0 al Real Zaragoza en la final.
- Las Ligas 1965/1966 y 1969/70:

Al año siguiente de conquistar la copa, el Atlético obtuvo un nuevo título de liga, en la temporada 1965/66, siendo este el quinto de su historia.
En la temporada 1969/70, el conjunto colchonero gana su sexta liga, de la mano del entrenador francés Marcel Domingo, por tan solo un punto de ventaja sobre el segundo clasificado, el Athletic de Bilbao.

## Años 1970: La final de Bruselas
Los años 1970 fue la época de mayores satisfacciones para la afición del Atlético de Madrid.
En la temporada 1971/72, llegó al club el entrenador austríaco Max Merkel, popularmente conocido como Míster Látigo, ya que impuso una gran disciplina táctica en equipo madrileño. Ese año, el club obtuvo una nueva Copa del Generalísimo, al derrotar al Valencia CF por 2 a 1 en la final.
En la temporada 1972/73 -también con Merkel al mando-, el Atlético ganó el título de campeón y así consiguió su séptima liga.
En la siguiente temporada ya no estuvo Max Merkel en el banquillo, y el argentino Juan Carlos Lorenzo tomó las riendas del conjunto rojiblanco. El título de Liga de la temporada anterior, permitió al Atlético disputar la Copa de Europa 1973/1974, en donde hizo una gran campaña, quedando subcampeón.
El 15 de mayo de 1974 Atlético de Madrid disputó la final de la Copa de Campeones de Europa 1973-74 contra el Bayern Múnich. El partido terminó con empate a cero, lo que obligó a disputar una prórroga. En la misma, Luis Aragonés adelantó al Atlético de Madrid con un tiro de falta directa. A treinta segundos del final del partido, Georg Schwarzenbeck empató el partido con un tiro lejano que sorprendió al portero Reina. Con este resultado, se jugó un partido de desempate, el 17 de mayo de 1974, donde el equipo español se presentó totalmente desmoralizado y mermado físicamente, siendo derrotado por cuatro goles a cero por los alemanes.
El equipo alemán renunció a jugar la Copa Intercontinental contra el Club Atlético Independiente de Avellaneda. Por este motivo, el Club Atlético de Madrid disputó el trofeo en dos partidos. El primer encuentro -ya con Luis Aragonés como entrenador- jugado en Buenos Aires, tuvo un resultado de 1 a 0 a favor de Independiente.
El 10 de abril de 1975 se disputó el segundo partido en Madrid, donde el Atlético ganó por 2 a 0, con un gol de Rubén Ayala a cuatro minutos del final. Así, el club rojiblanco sería Campeón del Mundo a nivel de clubes, y obtendría el segundo título internacional de su historia, convirtiéndose así y hasta la fecha, en el único club europeo que consigue ser Campeón del Mundo de clubes, sin haber ganado previamente una Copa de Europa.
En la temporada 1975/76, el conjunto colchonero se adjudicó su quinta Copa del Generalísimo, tras vencer al Real Zaragoza por 1 a 0 en la final.
Al año siguiente, en la temporada 1976/77, el club rojiblanco volvió a ganar la liga. Sería el octavo título del Atlético en liga.

## Años 1980: El inicio de la "era Gil"
En 1980 asumió la presidencia Ricardo de Irezábal.
En 1982 nuevamente pasaron tres presidentes por la administración del club: primero asumió la presidencia Antonio del Hoyo, luego Agustín Cotorruelo, y finalmente asumió la presidencia Vicente Calderón, en lo que sería su segundo período a cargo del club.
El 30 de junio de 1985 el Atlético de Madrid conquistó su sexta Copa del Rey ante el Athletic Club. El encuentro fue disputado en el Estadio Santiago Bernabéu, y finalizó con el resultado de 2 a 1 a favor de los "colchoneros" con dos goles del mexicano Hugo Sánchez. El entrenador del Atlético de Madrid era Luis Aragonés.
En octubre de 1985 el Atlético disputó la Supercopa de España contra el campeón de Liga el FC Barcelona. Se jugó en partidos de ida y vuelta, el 9 de octubre en Madrid, 3-1 a favor de los colchoneros y el 30 de octubre en Barcelona, 1-0 para los blaugranas. El Atlético de Madrid fue el campeón del torneo por 3-2 en el cómputo global.
El 2 de mayo de 1986 disputó en el Estadio Gerland de Lyon (Francia) la final de la Recopa de Europa. El resultado fue 3 a 0 a favor del Dínamo de Kiev, que por entonces era la base de la selección de la URSS y alineaba futbolistas de gran calidad como el delantero Oleg Blokhin o el medio Igor Belánov. Los ucranianos se adelantaron relativamente pronto en el marcador y en los minutos finales, con el Atlético volcado en el ataque, remacharon la victoria al contragolpe.
En 1987 asumió la presidencia Francisco Javier Castedo, tras el fallecimiento de Vicente Calderón.
En 27 de junio de 1987, Jesús Gil venció en las elecciones (con Paulo Futre como jugador abanderado) y asumió la presidencia del Atlético.

## Años 1990: Las Copas del Rey en el Bernabéu

### Temporada 1990/1991: la séptima Copa del Rey
El 29 de junio de 1991, el Atlético de Madrid, dirigido por Iselín Santos Ovejero, se proclamó campeón de la Copa del Rey por séptima vez, tras vencer al RCD Mallorca por 1 a 0, con un gol de Alfredo Santaelena en la prórroga.

### Temporada 1991/1992: la octava Copa del Rey
Tras ser campeón de Copa la temporada anterior, disputó la Copa Ibérica en su 3.ª edición. Los clubes participantes fueron, el Atlético de Madrid campeón de la Copa del Rey y el SL Benfica que había conquistado la Liga Portuguesa.
Se disputó a doble partido, la ida se jugó el 7 de agosto en el Estádio da Luz en Lisboa y el partido de vuelta, el 13 de agosto. El Atlético de Madrid fue campeón tras empatar a 1 en la capital portuguesa y ganar la vuelta por 3 a 2.
El 27 de junio de 1992 el club, dirigido por Luis Aragonés logró adjudicarse su octava Copa del Rey tras derrotar nuevamente en el derbi madrileño al Real Madrid por 2 a 0 en el Estadio Santiago Bernabéu. Los goles fueron marcados por Paulo Futre y Bernd Schuster, este último de libre directo. Esta fue la tercera Copa del Rey que el Atlético obtuvo enfrentándose al Real Madrid en la final.
El 1 de julio de 1992 el club pasó a llamarse Club Atlético de Madrid S.A.D., tras la conformación de la sociedad anónima deportiva en la cual Jesús Gil se convirtió en máximo accionista. Posteriormente, la justicia demostró que la apropiación por parte de Jesús Gil del club madrileño se había hecho mediante delito de apropiación indebida de las acciones, según acreditó el Tribunal Supremo en la sentencia del llamado "Caso Atlético" en 2004.

### Temporada 1995/1996: el doblete

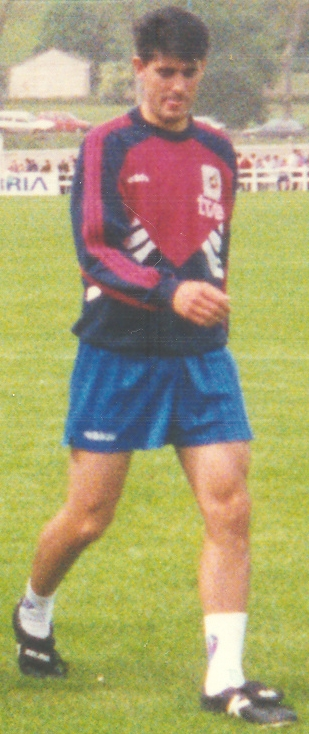
Caminero fue uno de los integrantes de la plantilla que ganó el doblete.

La temporada 1995/1996 fue una de las más importantes del club, ya que por primera vez en su historia el club rojiblanco obtendría la Liga y la Copa del Rey en la misma temporada; convirtiéndose en el cuarto club en conseguirlo en España tras Real Madrid, FC Barcelona y Athletic Club.
Bajo la presidencia de Jesús Gil (en el ecuador de su mandato) y con la dirección técnica de Radomir Antić, el Atlético empezó el curso 1995/96 con grandes ilusiones y con una importante inversión económica en lo referente a incorporaciones al equipo.
El 10 de abril de 1996, el equipo venció por 1 a 0 al FC Barcelona en el Estadio de la Romareda, con un gol marcado de cabeza por el serbio Pantic a pase del lateral Delfí Geli, proclamándose campeón de la Copa del Rey por novena vez en su historia.
El 25 de mayo de 1996, el equipo dirigido por Radomir Antić se adjudicó el título de campeón de la primera división española por novena vez. Estos dos títulos rompieron con la hegemonía del Real Madrid y el FC Barcelona en la Liga. Algunos futbolistas destacados de la temporada fueron Caminero, Simeone, Pantic y Kiko.
Fue líder de la Liga desde la jornada 2, -10 de septiembre del 1995, cuando el Atlético de Madrid ganó 0-4 al Real Racing Club de Santander- hasta la última jornada de Liga (por aquella época 22 equipos y 42 jornadas), ante el Albacete Balompié (2-0) con goles de Simeone, de cabeza, tras una falta sacada por Milinko Pantić y de Kiko.
El Atlético ganó la liga con 87 puntos y lo consiguió in extremis en la última jornada, pues el Valencia CF finalizó la temporada con 83 puntos. La alineación habitual del equipo fue:
| Alineación temporada 1995/96: - Molina - Geli - Santi - Solozábal - Toni - Caminero - Vizcaíno - Pantic - Simeone - Kiko - Penev - Ent.: Radomir Antić |  | Molina Geli Santi Solozábal Toni Caminero Vizcaíno Pantic Simeone Kiko Penev |
| Molina Geli Santi Solozábal Toni Caminero Vizcaíno Pantic Simeone Kiko Penev                                                                           |  |                                                                              |

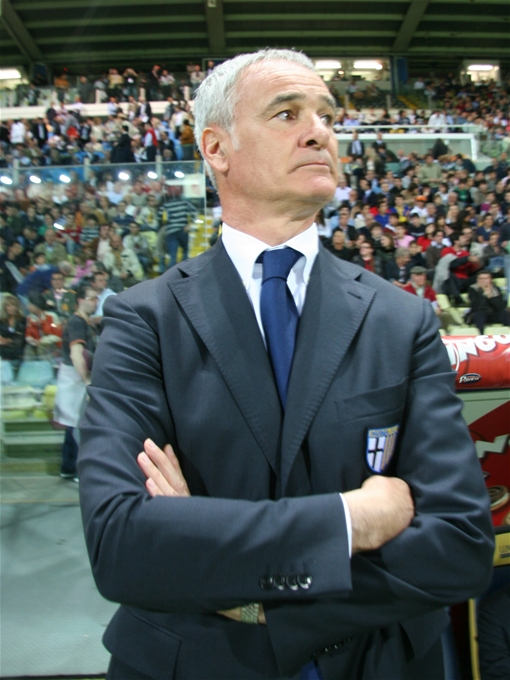
Claudio Ranieri

También participaron otros jugadores como: López, Tomás, Roberto Fresnedoso, Dani, Fortune, Pirri, Biagini (4 goles), Fernando "Petete" Correa y Juan Carlos.

### Temporada 1999/2000: los problemas institucionales y el descenso
El juez Manuel García Castellón decretó la intervención del club el 22 de diciembre de 1999, fecha en la cual el juez apartó a Jesús Gil de la presidencia, nombrando como administrador judicial con plenos poderes a Luis Manuel Rubí Blanc. Gil, acusado de apropiación ilícita de 9.427.000.000 P, vuelve a la presidencia bajo vigilancia el 12 de abril de 2000.
El caos institucional devino también en el deportivo. El 7 de mayo de 2000, el club consumó su descenso a la segunda división, tras empatar contra el Real Oviedo.
Sin embargo se llegó hasta la final de la Copa del Rey después de eliminar a UD Las Palmas, Real Unión, Rayo Vallecano y FC Barcelona, perdiendo la final ante el RCD Español en el estadio de Mestalla por 2-1.

## Años 2000: De Segunda División a campeones en Europa

### Temporada 2000/2001: primer año en el infierno
En la dirección técnica, ni Fernando Zambrano, ni Marcos Alonso lograron el ascenso el primer año en Segunda.
Faltando pocas jornadas para que terminara la primera temporada de los rojiblancos en segunda división, debutó procedente de las categorías inferiores Fernando Torres, marcando su primer gol como rojiblanco contra el Albacete.
Este primer año el club no pudo ascender ya que Sevilla FC, Real Betis y CD Tenerife fueron los equipos que lo consiguieron. El Atlético de Madrid quedó 4.º empatado a puntos con el 3.º, el CD Tenerife; siendo el la diferencia de goles lo que le privó de subir a la primera división.

### Temporada 2001/2002: el ascenso a Primera División

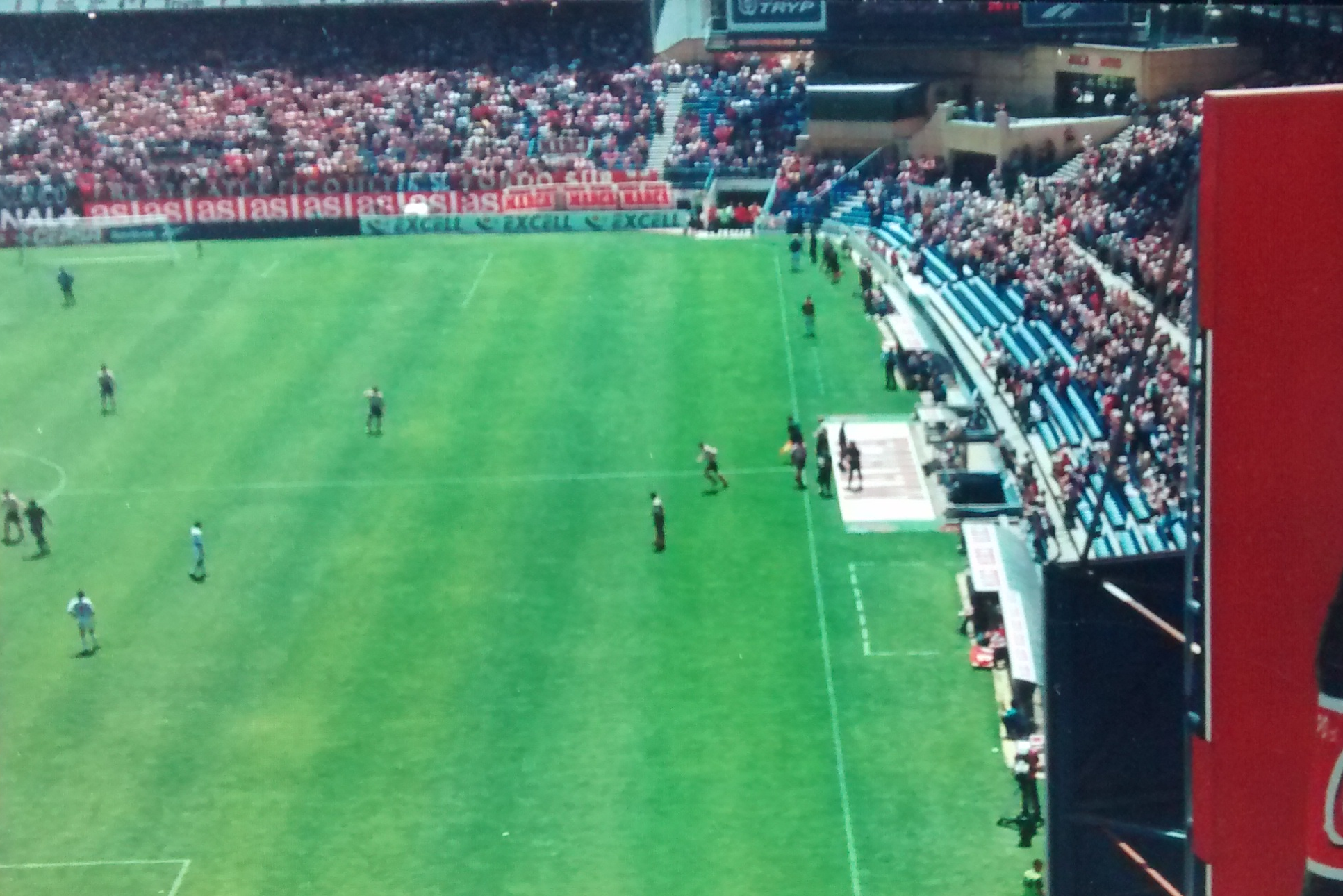
Debut de Fernando Torres en partido oficial con el Atlético de Madrid, el 27 de mayo de 2001 en el partido ante el Club Deportivo Leganés, que acabó con victoria local por 1:0

El Atlético solamente logró retornar a primera división el 28 de abril de 2002, con un equipo dirigido por Luis Aragonés. Este período se conoce como los años en el infierno, debido a una campaña de captación de socios lanzada por el club.
El club consiguió el ascenso un día después del empate a tres en casa ante el Nàstic, con la derrota del Recreativo de Huelva en casa ante el CD Leganés y el empate del Real Oviedo ante el Murcia CF, quedando finalmente campeón de segunda división.

### Temporada 2002/2003

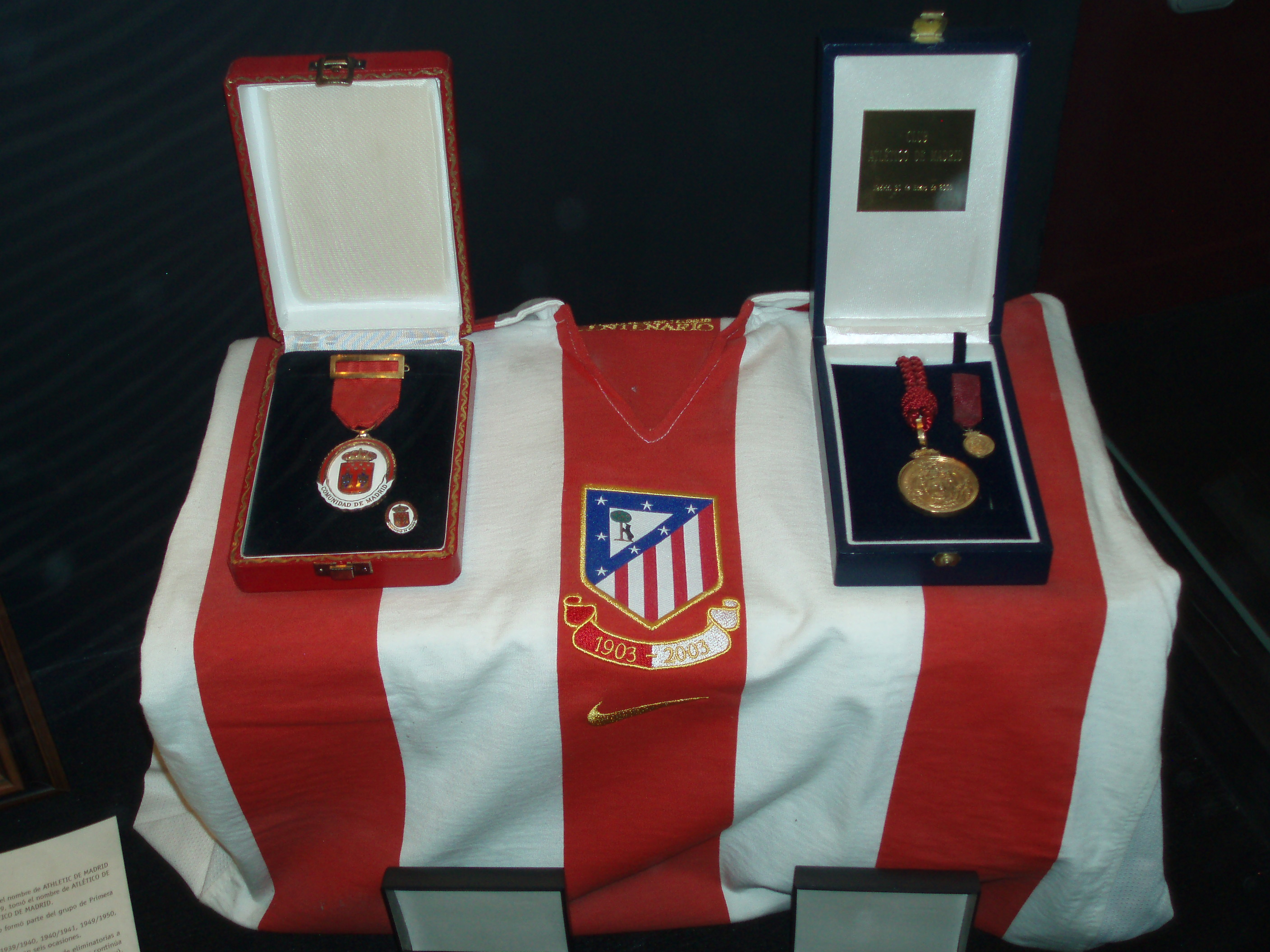
Camiseta y medallas del Ayuntamiento y Comunidad de Madrid por el centenario del club.

El 1 de septiembre de 2002 el Atlético de Madrid volvía a la Liga de las Estrellas disputando un partido con el FC Barcelona. Enrique Cerezo accedió a la presidencia del club y el entrenador fue Luis Aragonés. Los futbolistas más destacados de aquella temporada fueron Aguilera, Jovan Stankovic, Fabricio Coloccini, Demetrio Albertini, Javi Moreno, y Fernando Torres.
El Atlético celebró su centenario el 26 de abril del 2003 con una gran fiesta popular, y posteriormente perdiendo el partido de liga celebrado aquel día contra el Atlético Osasuna. Los rojiblancos acabaron la temporada en la decimosegunda posición, con 47 puntos.

### Temporada 2003/2004
La siguiente liga, la 2003-2004 comenzó con un Atlético más ambicioso. Contrató al entrenador Gregorio Manzano, que acababa de conseguir la Copa del Rey con el RCD Mallorca. Algunos integrantes de aquella campaña fueron Germán Burgos, Matías Lequi, Diego Simeone (estandarte del doblete de la 95/96), Fernando Torres, y Demis Nikolaidis. Los rojiblancos rozaron puestos de Copa de la UEFA, y acabaron séptimos con 55 puntos, teniendo que jugar en la Copa Intertoto.

### Temporada 2004/2005
Un mes antes de empezar la liga 2004-2005 el Atlético se jugó un puesto en la Copa de la UEFA contra el Villarreal CF, pero cayó en los penaltis en la final de la Intertoto. El entrenador fue César Ferrando; que en la temporada anterior había hecho del Albacete un equipo duro, aun así recién ascendido.
Algunos futbolistas de aquella temporada fueron Leo Franco, Pablo Ibáñez, Luis Amaranto Perea, Antonio López, Peter Luccin, y Fernando Torres. Finalmente, los colchoneros quedaron a mitad de la tabla con 51 puntos.

### Temporada 2005/2006
La siguiente campaña, la 2005-2006, fue una temporada de fichajes importantes como Maxi Rodríguez del RCD Español, o Martin Petrov del Wolfsburgo. Además de ello, el Atlético contrató al goleador Mateja Kežman, quien en 5 años en la Liga Holandesa había marcado 140 goles, pero que no había tenido un buen año en el Chelsea FC. El Atlético de Madrid volvió a quedar a mitad de la tabla después de los malos resultados obtenidos por el entrenador argentino Carlos Bianchi, quien fue cesado a mitad de temporada.

### Temporada 2006/2007
En la temporada 2006-2007 llegó al club el mexicano Javier Aguirre, dejando el banquillo de Osasuna de Pamplona, habiendo conseguido para el equipo navarro la clasificación para la Liga de Campeones. El entrenador tomó las riendas del equipo madrileño, que contaba con jugadores como Leonardo Franco, Pablo Ibáñez, Luis Amaranto Perea, Antonio López, Luccin, Maxi Rodríguez, Martin Petrov, y Fernando Torres, entre otros. Además se sumaron: Jurado, Agüero, Zé Castro, Mista, Seitaridis y Costinha.
Después de estar 30 de 38 jornadas entre los seis primeros puestos, el conjunto rojiblanco acabó fuera de la Copa de la UEFA, finalizando séptimo con 60 puntos.
El 28 de julio de 2007, el conjunto rojiblanco logró su paso a la Copa de la UEFA, tras imponerse al Gloria Bistrita de Rumanía por uno a cero en el Estadio Vicente Calderón (dos a uno a favor de los rumanos en la ida) en una de las finales de la Copa Intertoto de la UEFA. Así, el club obtuvo el tercer título internacional oficial de su historia.

### Temporada 2007-2008

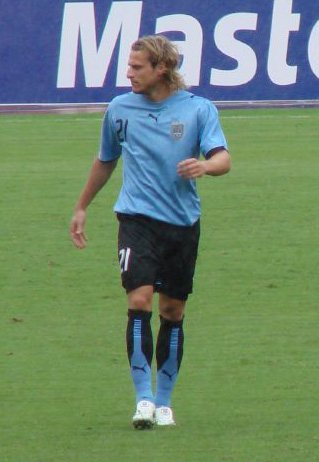
Diego Forlán, clave en la temporada 2007-08, y goleador del equipo.

En la temporada campaña 2007-2008 se registraron muchos movimientos en la plantilla del Atlético de Madrid. Se mantuvo como técnico del Club a Javier Aguirre, no así el buque insignia Fernando Torres, quien fue transferido al Liverpool FC. También el club contrató a futbolistas de relevancia como Forlán, Reyes, Luis García y Simão. Además, el club recuperó a Maxi Rodríguez de su lesión. El presupuesto de esta campaña fue el más elevado de su historia, con 130.000.000 euros (con un balance positivo de 2.000.000 en las cuentas), y se realizó el fichaje más caro de su historia tras contratar a Simão por 20 millones de euros, más la cesión de 2 jugadores.
En la Liga, el equipo finalizó en el cuarto puesto con 64 puntos, clasificándose matemáticamente para disputar la tercera ronda previa de la Liga de Campeones de Europa.
En la Copa de la UEFA, el Atlético logró su clasificación a la primera fase tras eliminar a la Vojvodina de Serbia (resultado global de 5-1). Tras superar la fase de grupos como primero fue eliminado en dieciseisavos de final por el Bolton Wanderers de Inglaterra tras ser derrotado por 1-0 en Inglaterra y empatar sin goles en el partido de vuelta.
Mientras tanto, en la Copa del Rey, el Atlético quedó eliminado en cuartos de final por el Valencia CF. En la ida en Mestalla el Atlético cayó por 1-0. En el partido de vuelta el Atlético, pese a ganar por 3-2, quedó eliminado por el valor doble de los goles en campo contrario, con un resultado global de 3-3.

### Temporada 2008-2009
El Atlético de Madrid debió enfrentar en la tercera ronda clasificatoria de la Liga de Campeones al FC Schalke 04, derrotándolo por un global de 4-1 (0-1 en la ida y 4-0 en la vuelta). El sorteo de la fase de grupos colocó al Atlético en el Grupo D junto al Liverpool FC, el PSV Eindhoven y el Marsella. El Atlético logró terminar segundo en el grupo con 12 puntos, producto de 3 victorias y 3 empates, tras el Liverpool, con 14 puntos. En el sorteo de los octavos de final, el Atlético se enfrentó al FC Porto, empatando en la ida en el Calderón a 2-2 y en la vuelta acabaron empatados a 0-0, lo cual le otorgó el pase a cuartos al FC Porto, eliminando al Atlético, por la regla del gol de visitante
El Atlético de Madrid eliminó al Orihuela en dieciseisavos de final y en octavos de final fue eliminado por el FC Barcelona por un marcador global de 5-2 (1-3 en la ida y 1-2 en la vuelta)

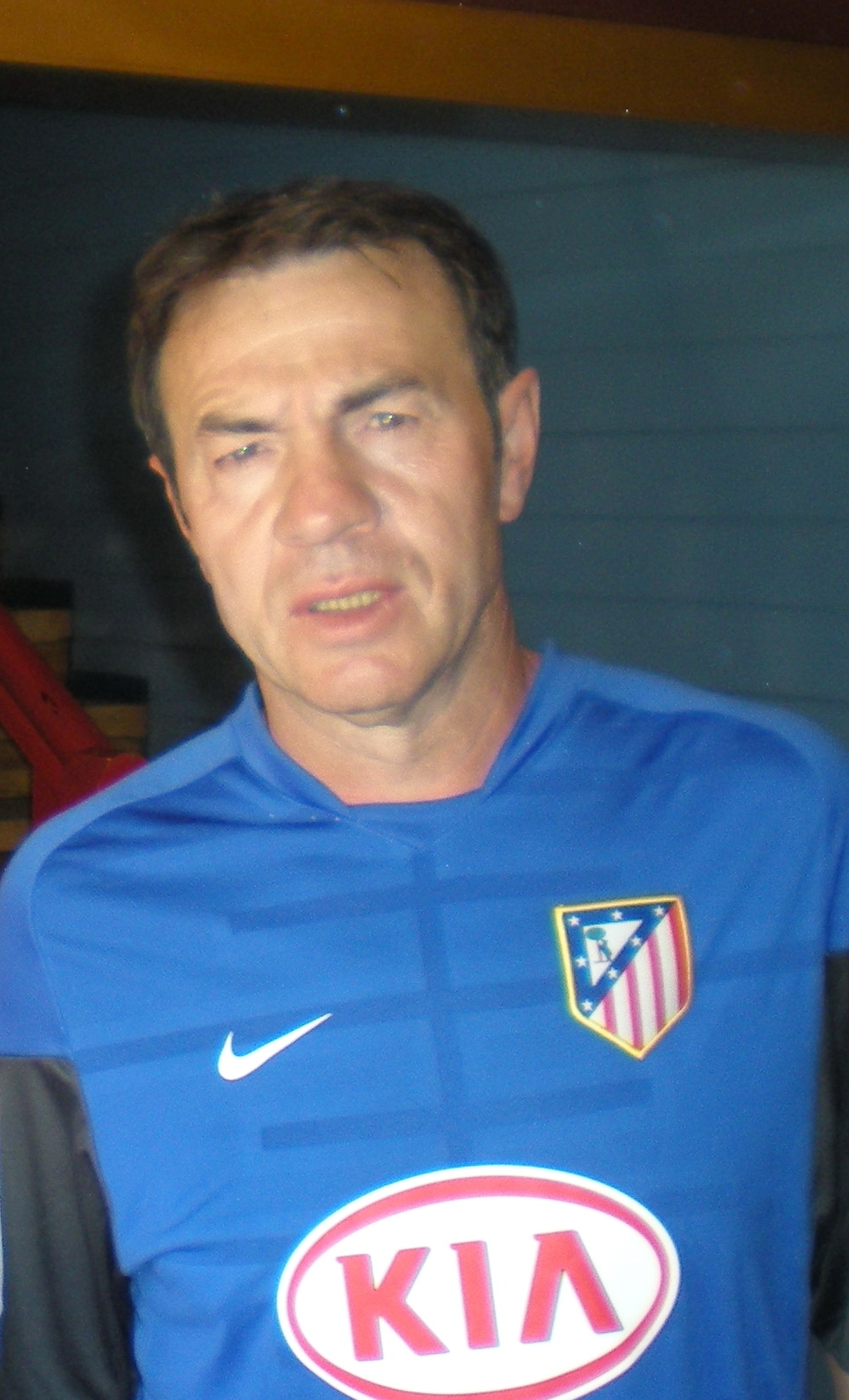
Abel

Tras un comienzo irregular, el Atlético inició una racha de 9 partidos sin perder en la liga y se puso tercero al finalizar el año 2008. Sin embargo, el Atlético empezó en enero de la peor manera con 2 empates y 3 derrotas y Javier Aguirre fue destituido el 3 de febrero tras caer derrotado 2-1 contra el Real Valladolid en el Calderón. Fue sustituido por el resto de la temporada por Abel Resino, que retornaba al club donde consiguió su legendario récord de partidos imbatidos, dejando el banquillo del CD Castellón. Con Abel Resino, tras una segunda vuelta irregular, con victorias contra grandes equipos como el FC Barcelona (4-3), Villareal (3-2) y el empate sumado en el Bernabéu en el Derbi madrileño contra el Real Madrid (1-1), con derrotas contra Mallorca (0-2), Osasuna (2-4) y Racing de Santander (1-5). Al final, el Atlético culminó con 67 puntos en el cuarto lugar, clasificándose nuevamente para disputar la tercera ronda previa para no campeones de Liga de la Liga de Campeones de la UEFA 2009-10.

### Temporada 2009-2010: Las dos finales: una ganada y otra perdida
Tras alcanzar el cuarto puesto en liga durante el año anterior, el Atlético de Madrid debió disputar una eliminatoria previa antes de acceder a la fase de grupos de la Champions. Su rival fue el Panathinaikos griego. La ida se jugó el miércoles 19 de agosto en el Spyros Louis de Atenas, con resultado de 2-3. El partido de vuelta se disputó el 25 de agosto en el Vicente Calderón. La victoria del Atlético por 2-0 le permitió clasificarse para la liguilla.
El Atlético de Madrid quedó encuadrado en el grupo D junto al Chelsea FC, uno de los equipos más potentes de la competición, el Porto FC, equipo que los apeó del campeonato durante la anterior edición, y el APOEL Nicosia, un equipo chipriota que parecía, a priori, el más débil y asequible del grupo. Sin embargo, tras un desastroso arranque en el que no se sumó una sola victoria, el Atlético perdió todas sus posibilidades de clasificarse para octavos de final. Ya solo quedaba luchar contra el APOEL por la tercera plaza, que daba acceso a la UEFA Europa League. Finalmente, ésta se consiguió por los pelos y de una forma vergonzosa, sin sumar ni una sola victoria en toda la fase de grupos.
Tras el estrepitoso fracaso en la fase de grupos de la UEFA Champions League, el Atlético de Madrid accedió como tercero de grupo a las eliminatorias de la segunda competición continental, la UEFA Europa League. Su primer rival fue el turco Galatasaray. El partido de ida se disputó en el Vicente Calderón el 18 de febrero de 2010, con resultado final de 1-1. La vuelta se jugó una semana después, el 25 de febrero, en el estadio Ali Sami Yen de Estambul. El resultado de 1-2 proporcionó el pase a octavos al Atlético de Madrid con un global de 3-2, dejando en la cuneta a su rival turco.
El rival para octavos fue el Sporting de Portugal. El partido de ida se disputó el 11 de marzo en el Vicente Calderón, con el nefasto resultado de 0-0. El segundo partido se jugó en el Estadio José Alvalade de Lisboa el 18 de marzo, con un empate 2-2 que otorgaba la clasificación al Atlético para cuartos de final por el valor doble de los goles fuera de casa.
El rival para cuartos de final fue el otro equipo español que quedaba vivo en la competición: el Valencia CF. El encuentro de ida se disputó en Mestalla, con un resultado de 2-2. El partido de vuelta se jugó en el estadio Vicente Calderón, y tuvo un resultado de 0-0 que, como en la anterior eliminatoria, daba el pase al Atlético por el valor doble de los goles fuera de casa.
El equipo al que se midió el Atlético en la semifinal fue al Liverpool FC. El partido de ida se jugó en el Estadio Vicente Calderón el 22 de abril, con un resultado muy favorable al Atlético, 1-0. El partido de vuelta se disputó en el mítico Anfield Road de Liverpool, con un resultado de 2-1 que, como en las dos eliminatorias anteriores, clasificaba al Atlético por el valor doble de los goles fuera de casa.
La final de la UEFA Europa League se jugó contra el Fulham FC inglés, el 12 de mayo en el Hamburgo Arena. El resultado fue una victoria atlética por 2-1, que los hacía campeones de la competición.
En la Copa del Rey, al haberse clasificado para Champions League durante el año anterior, el Atlético de Madrid quedó emparejado en el sorteo de dieciseisavos con un equipo de Segunda División B, el UD Marbella. La ida se disputó el 27 de octubre de 2009 en el estadio Municipal de Marbella, con un resultado de 0-2 para el Atlético de Madrid. El partido de vuelta en el Calderón se jugó el 10 de noviembre de 2009 y terminó 6-0, lo que daba el pase a octavos al Atlético con un global de 8-0.
El rival para octavos fue el Recreativo de Huelva, equipo que descendió a Segunda División durante la temporada anterior. La ida se disputó el 6 de enero en el estadio Nuevo Colombino, con resultado de 3-0 favorable al Recreativo. El partido de vuelta se jugó en el Vicente Calderón el 14 de enero de 2010, con un resultado de 5-1 que clasificaba al Atlético de Madrid para cuartos de final.
Una vez superado al Recreativo de Huelva, en cuartos de final el Atlético de Madrid se enfrentó a otro equipo de Segunda División, el Celta de Vigo. La ida se disputó el 21 de enero de 2010 en el estadio Vicente Calderón, con resultado de 1-1. El encuentro de vuelta se jugó una semana después, el 28 de enero en Balaídos. La victoria del Atlético por 0-1 le dio el pase a semifinales.
El rival para la semifinal fue el primer equipo de Primera División al que el Atlético se enfrentó durante la competición: el Racing de Santander. La ida se jugó el 4 de febrero de 2010 en el Vicente Calderón, con resultado de 4-0 para los locales, que dejaban la eliminatoria sentenciada. El encuentro de vuelta se jugó el 11 de febrero en el Sardinero, con resultado de 3-2.
La final de la Copa del Rey se jugó en el Camp Nou de Barcelona el 19 de mayo de 2010. El resultado fue de 2-0 para el Sevilla, que se proclamó campeón.
En el campeonato liguero, un desastroso inicio de temporada hizo que los rojiblancos pasasen varias jornadas en puestos de descenso. Con la destitución de Abel Resino y la contratación de Quique Sánchez Flores como técnico rojiblanco, el equipo mejoró sus resultados en casa, pero en los partidos como visitante siguió sumando muy pocos puntos. Finalizó la competición en un discreto noveno puesto.

## Años 2010: Actualidad

### Temporada 2010/2011: Campeón de la Supercopa europea
El 27 de agosto de 2010, disputó la final de la Supercopa de Europa ante el campeón de la  Liga de Campeones de la UEFA el Inter de Milán, en el Estadio Luis II, y se ganó por 2-0, logrando así su quinto título europeo.
En la Copa del Rey se pasaron los dieciseisavos de final ganando a la Universidad LPGC por un global de 6-1 y los octavos de final ante el RCD Español por 2-1. Perdiendo la eliminatoria de cuartos ante el Real Madrid por un global de 4-1.
En el campeonato liguero, logró clasificarse para la campaña siguiente en la Europa League, tras hacer un campeonato discreto quedando en la séptima posición empatado a puntos con Sevilla CF (5.º) y Athletic Club (6.º) a 58 puntos.
En la Europa League quedó eliminado en la fase de grupos, no pudiendo defender el título conseguido el año anterior.

### Temporada 2011/2012: Segunda UEFA Europa League

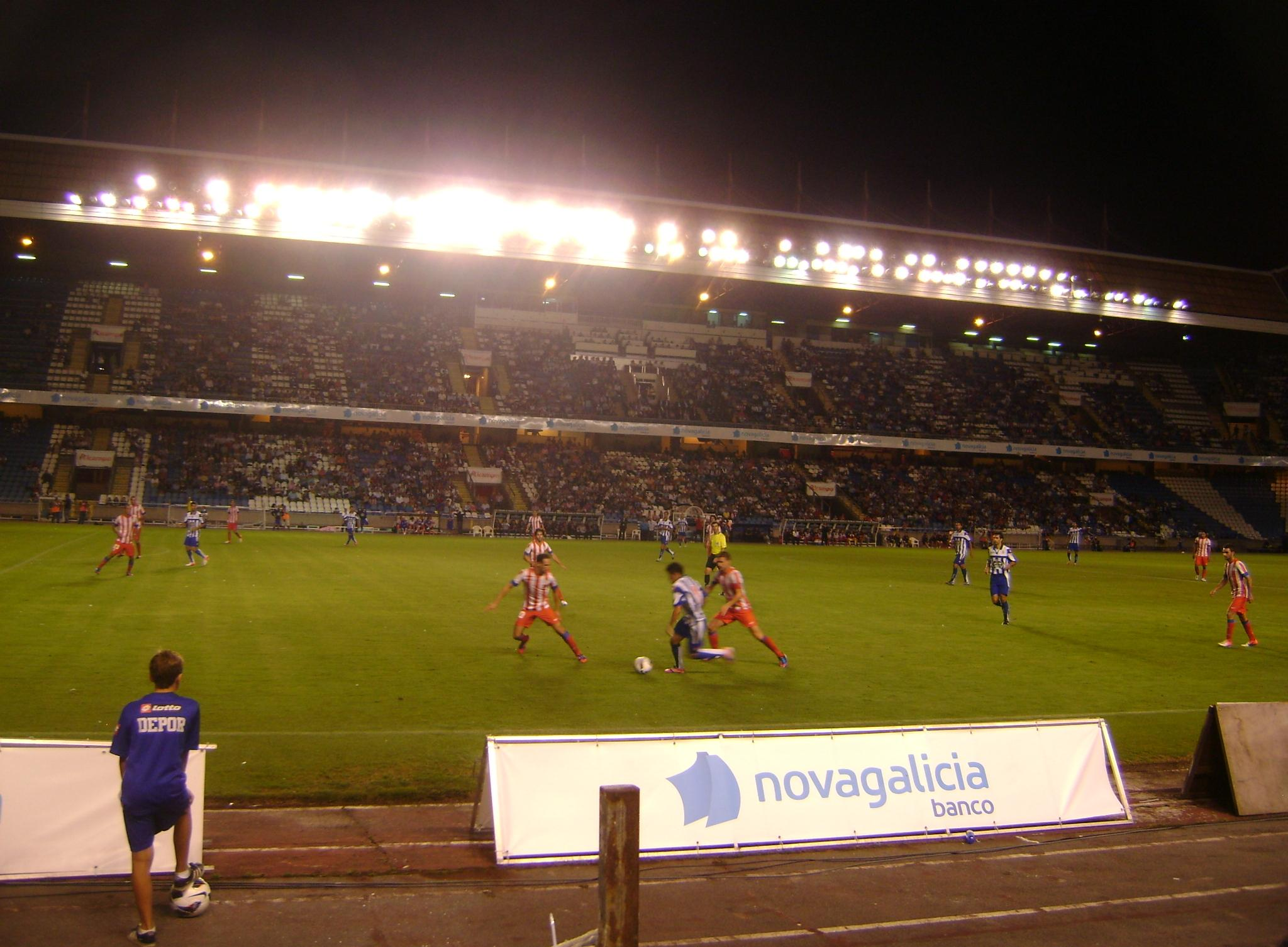
Partido disputado entre el Atlético de Madrid y el Deportivo de La Coruña.

La competición europea comenzó muy pronto, el 28 de julio con la previa de la Europa League ante el Strømgodset noruego, con resultado de 2-1 en el estadio colchonero y 0-2 en Noruega. En la siguiente ronda, el Atlético se enfrentó al Vitória S.C. portugués, logrando un 2-0 en el Vicente Calderón y un contundente 0-4 en tierras portuguesas. Sus resultados durante el mes de agosto le valieron el nombramiento por la IFFHS como Mejor Club del Mundo del mes de agosto de 2011. Así, el equipo se clasificó para la fase de grupos de la Europa League, donde quedó encuadrado en el grupo I junto a Udinese Calcio (Italia), Celtic FC (Escocia) y Stade Rennais FC (Francia). Logró clasificarse matemáticamente a falta de un partido tras ganar 0-1 al Celtic FC y aseguró la primera plaza del grupo con una victoria por 3-1 ante el Rennes.
En el torneo copero, sin embargo, el Atlético no pasó de dieciseisavos de final, siendo eliminado por el Albacete Balompié, un equipo de Segunda B, con un global de 3-1. Esta eliminación derivó en la destitución del entrenador Gregorio Manzano.
El exjugador argentino Diego "El Cholo" Simeone aceptó el cargo de entrenador tras esa destitución, acompañado por el también exjugador "Mono" Burgos como segundo. Fue presentado oficialmente el 27 de diciembre de 2011 y, en su primera rueda de prensa, afirmó: «Quiero un equipo agresivo, fuerte, aguerrido, contragolpeador y veloz. Eso que nos enamoró siempre a los atléticos. Vamos en busca de lo que fue nuestra historia». Por aquel entonces, el Atlético estaba en una situación complicada: undécimo en Liga, con apenas 60.000 socios, una deuda de 200 millones de euros con Hacienda y en el puesto 23.º del ranking UEFA. A pesar de este panorama, Simeone no rehuyó el desafío (sabiéndose predestinado, en tanto que hincha del equipo, a entrenar al Atlético), marcando el inicio de una transformación con su célebre filosofía de "partido a partido" (junto con otras reflexiones igualmente popularizadas).
Bajo el mando de Simeone, el equipo mejoró significativamente. En Liga, aunque empezó titubeante, terminó en quinta posición, quedando fuera de la Liga de Campeones pero mostrando un cambio de actitud notable.
En el ámbito europeo, el Atlético destacó. En dieciseisavos de final de la Europa League, venció cómodamente al Lazio con un 1-3 en Italia y resolvió el pase con un 1-0 en casa. En octavos de final, el equipo eliminó al Beşiktaş con un global de 6-1 tras un 3-1 en Madrid y un 0-3 en Turquía. En cuartos de final, se enfrentó al Hannover 96, logrando un 2-1 en el Vicente Calderón y un 1-2 en Alemania. En semifinales, se midió al Valencia en un duelo fratricida, ganando 4-2 en la ida y 0-1 en Mestalla con un gol de Adrián López.
El Atlético llegó a su tercera final europea en tres años, celebrada el 9 de mayo de 2012 en el Arena Națională de Bucarest, Rumanía, frente al Athletic Club. Con un equipo renovado (sólo siete jugadores de la plantilla habían formado parte del que ganó la competición dos años antes: Domínguez, Salvio -los únicos que jugaron en ambas finales-, Perea, Antonio López, Tiago, Asenjo y Assunçao), el Atlético conquistó su segunda UEFA Europa League tras vencer por 3-0 al Athletic Club, con dos goles de Radamel Falcao (mejor jugador de la final y del torneo) y uno de Diego Ribas.
 Este logro marcó un récord de 16 victorias consecutivas en competiciones europeas que culminaría en la temporada siguiente (cuando el 8 de noviembre de 2012 se encajó una derrota contra el Académica de Coimbra), superando a equipos históricos como el Ajax en 1987-88 y el Barcelona en la temporada 2002-03.
Apenas cinco años después del inicio del proyecto de Simeone (habiéndose convertido ya en el segundo entrenador con más partidos en la historia del Club, solo por detrás de Luis Aragonés), el Atlético superaría los 100.000 socios, saldaría su deuda con Hacienda y escalaría 22 puestos en el ranking UEFA, consolidándose como un equipo competitivo a nivel internacional y recuperando su identidad histórica.

### Temporada 2012/2013: Otra Supercopa de Europa y la Copa del Rey ante el Real Madrid

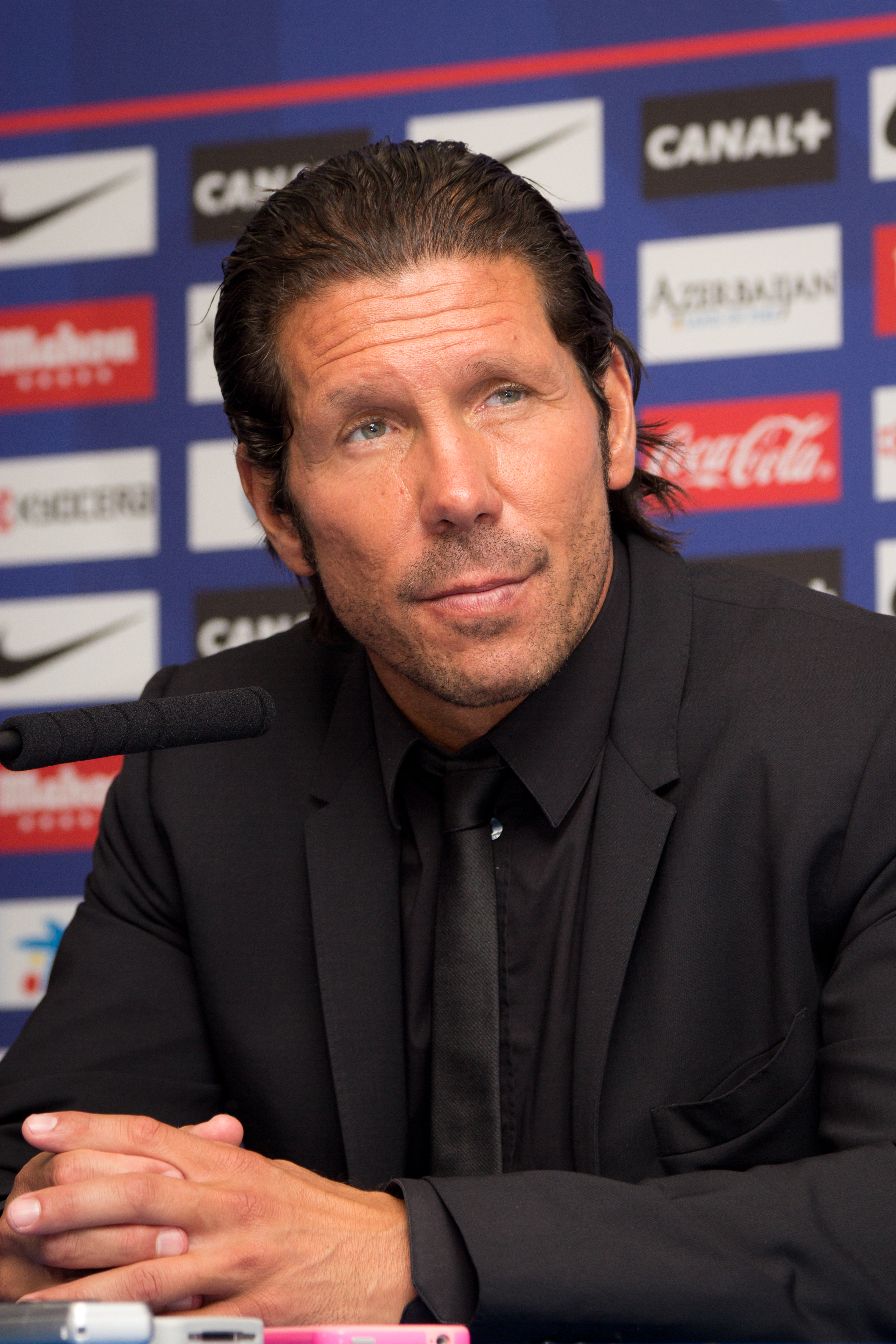
Diego Simeone como entrenador en 2013.

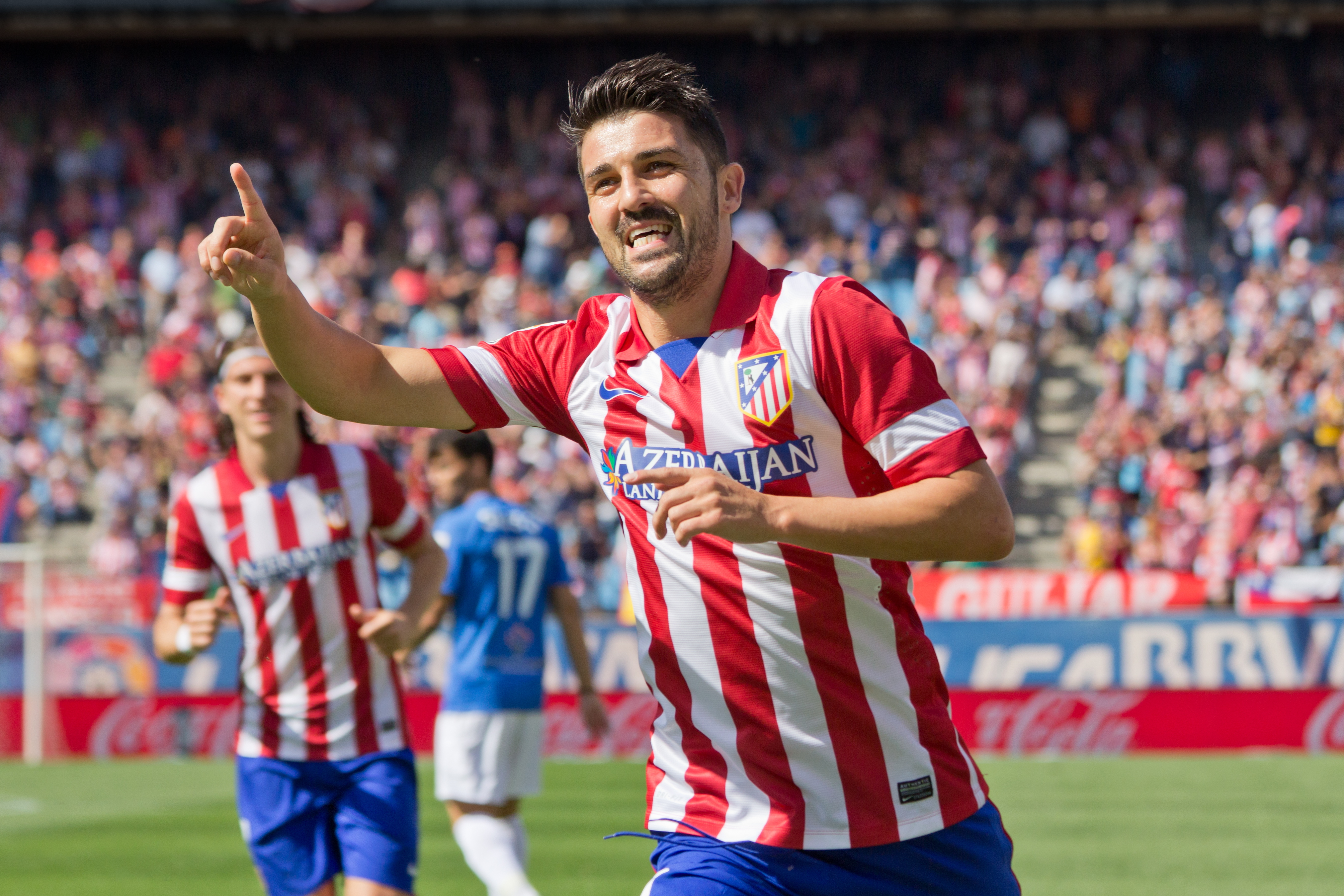
David Villa celebrando un gol con el Atlético de Madrid en la temporada 2013-2014.

Tras convertirse Juanfran en el tercer jugador (con Calleja y Rivilla) del Atlético de Madrid convocado por España en alzar una Eurocopa de Naciones, la temporada 2012/13 comenzó de manera espectacular para el Atlético de Madrid. El 31 de agosto de 2012, en el Estadio Luis II de Mónaco, el equipo se consagró por segunda vez como Supercampeón de Europa tras vencer por 4-1 al Chelsea, vigente campeón de la Champions League. En una de las actuaciones más memorables de su historia, Radamel Falcao marcó un hat-trick en la primera mitad, mientras que Miranda cerró la goleada en la segunda parte. Este triunfo le valió al Atlético ser galardonado con el Globe Soccer Award como mejor club del mundo en 2012.
En noviembre de 2012, el Atlético alcanzó la segunda posición en el ranking mundial de clubes de la IFFHS, con 290 puntos, solo por detrás del FC Barcelona que acumula 349. Los resultados en los que se fundamenta esta clasificación son los conseguidos en un año natural (desde el 1 de noviembre de 2011 hasta el 30 de octubre de 2012). Además, durante esta temporada, el equipo estableció un récord único en competiciones europeas: 16 victorias consecutivas, una racha que comenzó el 3 de noviembre de 2011 con un 4-0 contra el Udinese y que culminó el 8 de noviembre de 2012 en el partido ante el Académica de Coimbra. Este período incluyó triunfos en la Europa League 2011-12, la Supercopa de Europa y la fase de grupos de la Europa League 2012-13.
En el Campeonato Nacional de Liga, el equipo inició de forma fulgurante, cerrando la primera vuelta en segunda posición. A lo largo de la temporada, el Atlético estableció otros récords, como 13 victorias consecutivas en competiciones oficiales y 24 partidos consecutivos sin perder entre competiciones nacionales y europeas, desde abril de 2011 hasta noviembre de 2012. Radamel Falcao también brilló a nivel individual, igualando en diciembre de 2012 a Vavá como el jugador del Atlético que más goles (cinco) ha anotado en un mismo partido oficial, excluyendo los siete del delantero Losada en Segunda División.
En la segunda vuelta, el Atlético continuó sumando puntos y finalizó el campeonato en tercera posición con 76 puntos, su mejor resultado y puntuación en Liga desde que ganó el título en 1995/96.
La gran alegría de la temporada llegó el 17 de mayo de 2013, en la final de la Copa del Rey. El Atlético de Madrid se enfrentó al Real Madrid en el Estadio Santiago Bernabéu. En los 90 minutos reglamentarios, el partido finalizó 1-1, con Cristiano Ronaldo adelantando a los blancos tras un córner y Diego Costa empatando para los rojiblancos tras una gran asistencia de Falcao. En la prórroga, João Miranda marcó de cabeza el 2-1 definitivo, mientras que el portero Thibaut Courtois tuvo una actuación sobresaliente. Este triunfo puso fin a una racha de 14 años sin vencer al Real Madrid en partidos oficiales. La imagen de Koke, canterano del Atlético, clavando la bandera rojiblanca en el césped del Santiago Bernabéu quedó grabada en la memoria de los aficionados. o los cánticos antimadridistas de Courtois durante la celebración oficial.
Sin embargo, aquel verano de 2013 se produjo una decepción fuera del fútbol: fracasó el intento de recuperar la histórica sección de balonmano del club. Fundada en 2011 como Balonmano Atlético de Madrid, esta sección había conquistado dos Copas del Rey (2012 y 2013), una Supercopa de España (2012) y un Mundial de Clubes (2012), pero se vio obligada a desaparecer debido a problemas financieros y su deuda con Hacienda.

### Temporada 2013/2014: Campeón de Liga y subcampeón de Europa
La temporada 2013/14 del Atlético de Madrid, en la que se popularizó el apodo de "el equipo del pueblo", comenzó con grandes expectativas y una importante transformación en la plantilla. Radamel Falcao, estrella del equipo, fue vendido, y en su lugar llegó el goleador español David Villa. El 21 de agosto de 2013, el Atlético disputó la Supercopa de España contra el FC Barcelona. En la ida, celebrada en el Vicente Calderón, el partido terminó 1-1 con un gol de Villa para los rojiblancos. En la vuelta, un empate sin goles en el Camp Nou le dio el título al Barcelona por el valor doble de los goles en campo contrario.
Pese a este revés inicial, el Atlético tuvo un arranque espectacular en la Liga, logrando ocho victorias consecutivas, incluyendo un 0-1 en el Bernabéu y una goleada por 7-0 al Getafe. Terminó la primera vuelta empatado con el FC Barcelona en lo más alto de la clasificación, ambos con 54 puntos. Aunque la segunda vuelta fue algo más irregular, el Atlético se colocó como líder en la jornada 29 y mantuvo esa posición hasta el final de la temporada.
El 17 de mayo de 2014, en un emocionante partido en el Camp Nou, el Atlético se jugó el título de Liga contra el FC Barcelona. Alexis Sánchez adelantó a los locales en la primera mitad, pero un cabezazo de Diego Godín tras un córner empató el marcador en la segunda parte. Este 1-1 fue suficiente para que el Atlético se proclamara campeón de Liga por décima vez en su historia, logrando 90 puntos, y convirtiéndose en el primer visitante que canta el alirón en el Camp Nou.
En la Copa del Rey, el Atlético, vigente campeón, eliminó a Sant Andreu, Valencia y Athletic de Bilbao, logrando además su primera victoria como visitante en el nuevo San Mamés. Sin embargo, fue eliminado en semifinales por el Real Madrid con un contundente global de 5-0, lo que impidió al equipo revalidar el título.
En la UEFA Champions League, el equipo realizó una campaña memorable. Encabezó el grupo G con cinco victorias y un empate, clasificándose como primero por delante del Porto, Zenit de San Petersburgo y Austria de Viena. En octavos de final, el Atlético venció al AC Milan con un global de 5-1. En cuartos de final, se enfrentó al FC Barcelona en una eliminatoria muy igualada. Tras un empate 1-1 en la ida, el Atlético se impuso 1-0 en la vuelta con un gol de Koke, avanzando a semifinales después de 40 años de ausencia en esta fase.
En las semifinales, el Atlético se midió al Chelsea. Tras un empate sin goles en el Calderón, el equipo rojiblanco ganó 1-3 en Stamford Bridge con goles de Adrián López, Diego Costa y Arda Turan. Esta victoria le aseguró su lugar en la final de la Champions, celebrada en Lisboa el 24 de mayo de 2014, y le valió ser nombrado mejor club del mundo por la IFFHS en abril de ese año.
En la final de Lisboa, el Atlético se adelantó con un gol de Diego Godín en el minuto 36. Sin embargo, cuando parecía que los rojiblancos serían campeones de Europa, Sergio Ramos empató en el minuto 93, llevando el partido a la prórroga. En el tiempo extra, el Real Madrid anotó tres goles más, dejando el marcador final en 4-1 y privando al Atlético del título. Este desenlace recordó el gol de Georg Schwarzenbeck que, cuarenta años antes, también negó al Atlético el campeonato europeo frente al Bayern de Múnich en circunstancias similares.
A pesar de la decepción en la final europea, el Atlético cerró la temporada con el título de Liga y un desempeño sobresaliente en las competiciones nacionales e internacionales. El club fue galardonado con la Placa de Oro de la Real Orden del Mérito Deportivo. Durante el verano, varios jugadores clave como Courtois, Filipe Luis, Villa y Diego Costa abandonaron el equipo, pero llegaron nuevas figuras como Oblak, Griezmann y Mandžukić para iniciar un nuevo capítulo en la historia del club.

### Temporada 2014/2015: Supercampeón de España.
La temporada 2014/15 comenzó con un nuevo título para el Atlético de Madrid, que, en su condición de vigente campeón de Liga, venció al Real Madrid (campeón de Copa) en la Supercopa de España. En el partido de ida, disputado en el Bernabéu, el marcador quedó 1-1 con gol de Raúl García para los rojiblancos. En la vuelta, celebrada en el Calderón, un gol de Mandžukić a pase de Griezmann aseguró la victoria por 1-0, cortando una racha de 15 años sin victorias en partidos oficiales ante el Real Madrid en casa. El global de 2-1 otorgó el título al Atlético, marcando un excelente inicio de temporada.
En la Liga, el Atlético finalizó nuevamente en tercera posición con 88 puntos, tras ganar 28 partidos, empatar 4 y perder 6. Anotó 63 goles y recibió solo 18, con una diferencia de gol de +45. Uno de los momentos más destacados fue la contundente victoria del 7 de febrero de 2015, cuando el Atlético goleó 4-0 al Real Madrid en el Calderón con goles de Tiago, Saúl (que anotó un espectacular tanto de chilena), Griezmann y Mandžukić.
En la Copa del Rey, el Atlético comenzó superando al Hospitalet en dieciseisavos de final, al Real Madrid en octavos y finalmente fue eliminado por el FC Barcelona en cuartos de final.
En la UEFA Champions League, el Atlético quedó encuadrado en el Grupo A junto a la Juventus, el Olympiacos y el Malmö. Aunque inició perdiendo 3-2 en Grecia contra el Olympiacos, el equipo se recuperó con una victoria 1-0 sobre la Juventus, gracias a un gol de Arda Turan en el Calderón. Luego encadenó dos victorias consecutivas frente al Malmö y goleó 4-0 al Olympiacos en casa antes de cerrar la fase de grupos con un empate sin goles en Turín, asegurando el primer lugar del grupo.
En los octavos de final, el Atlético se enfrentó al Bayer Leverkusen. En el partido de ida, jugado en Alemania, cayó 1-0 con gol de Hakan Çalhanoğlu. En la vuelta, en el Calderón, el Atlético venció 1-0 con un tanto de Mario Suárez. La eliminatoria se decidió en la tanda de penaltis, donde el Atlético se impuso 3-2 para avanzar a los cuartos de final.
En los cuartos de final, el Atlético quedó emparejado con el Real Madrid. En la ida, disputada en el Calderón, el partido terminó 0-0. En la vuelta, celebrada en el Bernabéu, un gol de Chicharito Hernández en los minutos finales sentenció la eliminatoria, dejando al Atlético fuera de la competición europea.
A mitad de temporada, el 5 de enero de 2015, Fernando Torres regresó al Atlético de Madrid, generando una enorme expectación entre los aficionados. Su presentación en el estadio reunió a 45 000 personas, destacando la lealtad de la hinchada al excapitán, quien se había ganado el cariño de los seguidores con gestos como lucir el escudo del Atlético durante las celebraciones de la selección española en la Eurocopa 2008 y el Mundial 2010, a pesar de jugar entonces en el Liverpool.

### Temporada 2015/2016: Tercer asalto a la Champions.
En la temporada 2015/16, quinta bajo la dirección técnica de Diego Simeone, el Atlético de Madrid volvió a alcanzar la final de la Liga de Campeones. La aventura europea comenzó en el Grupo C, donde compartió grupo con Benfica, Galatasaray y Astana. El 15 de septiembre de 2015, el Atlético inició su camino con una victoria 2-0 frente al Galatasaray en Estambul. Sin embargo, el 30 de ese mismo mes, en el Vicente Calderón, fue derrotado 1-2 por el Benfica. El equipo rojiblanco se recuperó el 21 de octubre con una contundente victoria 4-0 ante el Astana en casa, aunque el 3 de noviembre, en la ciudad de Astana, empató sin goles. El 25 de noviembre, nuevamente en el Calderón, venció al Galatasaray 2-0. Finalmente, cerró la fase de grupos con una victoria 2-1 ante el Benfica en Lisboa el 8 de diciembre, asegurando el primer puesto del grupo con 13 puntos, por delante del Benfica con 10.
En octavos de final, el Atlético se enfrentó al PSV Eindhoven. Tras empatar 0-0 en la ida, disputada en el Philips Stadion, y repetir el mismo resultado en la vuelta en el Vicente Calderón, la eliminatoria se resolvió en la tanda de penaltis, donde el Atlético se impuso por 8-7. En cuartos de final, el Atlético tuvo como rival al FC Barcelona, vigente campeón de la competición. En la ida, disputada en el Camp Nou, el Barcelona venció 2-1, pero en la vuelta, en el Vicente Calderón, el Atlético ganó 2-0 con un doblete de Griezmann, eliminando de manera histórica al conjunto azulgrana.
En semifinales, el Atlético se enfrentó al Bayern Múnich. En el partido de ida, en el Calderón, Saúl Ñíguez marcó un golazo que le dio la victoria al equipo rojiblanco por 1-0. En la vuelta, en el Allianz Arena, el Bayern ganó 2-1, pero gracias a la regla del gol de visitante, el Atlético avanzó a la final.
La final de la Liga de Campeones se disputó el 28 de mayo de 2016 en el estadio Giuseppe Meazza, también conocido como San Siro, en Milán. El rival fue nuevamente el Real Madrid. A los 15 minutos, Sergio Ramos adelantó al conjunto blanco con un gol en fuera de juego. En la segunda mitad, el Atlético empató gracias a un gol de Yannick Carrasco tras una asistencia de Juanfran. Antoine Griezmann tuvo la oportunidad de adelantar al equipo rojiblanco con un penalti, pero falló su disparo. Tras permanecer empatados durante el tiempo reglamentario y la prórroga, el partido se decidió en la tanda de penaltis. El Atlético cayó por 5-4, logrando su segundo subcampeonato en tres años. A pesar del resultado, la venta de camisetas de Juanfran, quien falló el penal decisivo, se multiplicó por ocho, demostrando el apoyo de la afición.
En la Liga, el Atlético terminó nuevamente en tercera posición, a solo tres puntos del campeón, recuperando el tercer puesto en la clasificación histórica de la competición.
Ese verano de 2016, el club tomó una decisión trascendental al integrar oficialmente al equipo femenino en su estructura. Esto permitió incluir los títulos conseguidos por el primer equipo femenino en el palmarés oficial del club, a partir de la Copa de la Reina de 2016, aunque excluyendo el campeonato de Liga ganado en 1990. La integración coincidió con un hito significativo: el equipo alevín femenino del Atlético, compuesto íntegramente por chicas, se proclamó campeón de Liga, venciendo a equipos formados exclusivamente por chicos, lo que generó gran repercusión mediática.

### Temporada 2016/2017: El adiós al Vicente Calderón.
La temporada 2016/17 marcó un hito en la historia del Atlético de Madrid, ya que fue la última que disputó en su mítico estadio, el Vicente Calderón. El equipo se despidió oficialmente de su estadio en un partido contra el Athletic Club, al que derrotó con dos goles de Fernando Torres y uno de Ángel Correa.
En la Liga, el Atlético finalizó nuevamente en la tercera posición, por detrás del Real Madrid y el FC Barcelona. En la Copa del Rey, el equipo llegó hasta las semifinales, donde fue eliminado por el FC Barcelona.
En la Liga de Campeones de la UEFA, el Atlético también alcanzó las semifinales, donde se enfrentó al Real Madrid. En el partido de ida, el equipo rojiblanco sufrió una dura derrota, lo que complicó sus opciones. Sin embargo, en el partido de vuelta, disputado en el Vicente Calderón, el Atlético ganó 2-1, en lo que fue el último derbi europeo jugado en su histórico estadio. Aunque no fue suficiente para remontar la eliminatoria, los aficionados permanecieron bajo la lluvia animando al equipo tras la eliminación, consolidando el lema "no lo pueden entender", dirigido a los seguidores del Real Madrid.
En el ámbito femenino, el equipo del Atlético de Madrid cerró la temporada con un éxito rotundo, proclamándose campeón de la Liga de manera invicta.

### (2017-actualidad)
La temporada siguiente, el Atlético estrenó su nuevo estadio tras una polémica modificación del escudo del Club, con victoria 1-0 el 16 de septiembre de 2017 ante el Málaga (gol de Griezmann). En Liga, finalizó subcampeón por detrás del FC Barcelona y por delante del Real Madrid CF, siendo esta la 19.ª ocasión que superaba a sus rivales de la capital en la clasificación liguera. Oblak fue por tercera vez el portero menos goleado de la competición, alzando su tercer trofeo Zamora y superando así a Courtois (con dos) como el jugador del Atlético con mayor número de estos galardones. En la Liga de Campeones fue eliminado en la fase de grupos, al finalizar tercero por delante del Qarabağ FK. Ese tercer puesto le permitiría disputar la fase de eliminatorias de la UEFA Europa League. Fue avanzando, eliminando al Copenhague, al Lokomotiv Moscú, al Sporting de Lisboa y al Arsenal en unas memorables semifinales, tras arrancar un empate a un gol (Griezmann) en Londres contando desde el minuto 9 con diez jugadores y derrotando a los gunners gracias a un gol de Diego Costa en la vuelta, considerado ese partido como el primero en el que la intensidad del ambiente del nuevo Metropolitano, hasta entonces objeto de alguna crítica, se asemejó a la que tenía el Vicente Calderón. Alcanzó de este modo la final, en la que derrotó al Olympique de Marsella por tres goles a cero, dos de Griezmann y uno de Gabi, el 16 de mayo de 2018 en el Parc Olympique Lyonnais. Así, se proclamó campeón por tercera vez de esta competición, siendo el primer título (excluido el de la Liga de Segunda División) que conseguía Fernando Torres como jugador del Atlético en su última temporada en su Club. También sería la última temporada de Gabi, primer capitán del equipo durante la mayor parte de la era "cholista" (desde que sustituyera a Antonio López tras la consecución de la segunda Europa League), sustituyéndole en tal condición Godín. Merced a los éxitos de esta temporada, finalizó el Atlético en el segundo puesto del ranking UEFA de clubes, habilitando esta conquista europea la clasificación del Atlético para la edición del Mundial de Clubes de 2021 (aunque perdería el billete al reorganizarse la competición por la pandemia de COVID-19). El equipo femenino, por su parte, volvió a ganar la Liga y festejó el título por las calles de Madrid junto con el del equipo masculino, un gesto que recibiría elogios por su carácter igualitario. También es de destacar que la cantera del Atlético de Madrid viviría la mejor temporada de su historia, al ganar el primer equipo juvenil masculino su primer triplete (Liga, Copa del Rey y Copa de Campeones) -lo que le valdría a sus más destacados integrantes, como el futuro campeón de Europa sub-19 Mollejo, pasar la pretemporada siguiente a las órdenes de Simeone -, y obtener entre equipos femeninos y masculinos de todas las categorías un total de 24 títulos para 20 equipos campeones.
El 15 de julio de 2018, por primera vez en la historia se alzaría con un Mundial algún jugador convocado por su Selección siendo jugador del Atlético de Madrid: tal honor recayó en el canterano Lucas Hernández y en el MVP de la final y Balón de Bronce de la competición, Antoine Griezmann; para un total en ese momento de siete campeones del Mundo que han militado en el Atlético de Madrid, aunque cinco de ellos (Vavá, Fillol, Villa, Torres -primer canterano en ser campeón del Mundo- y Lemar) no fueran jugadores del Club cuando les convocaron sus selecciones para disputar el máximo evento futbolístico. Poco antes, el canterano Koke se convirtió en el jugador del Atlético con más partidos jugados (43) con la Selección española.

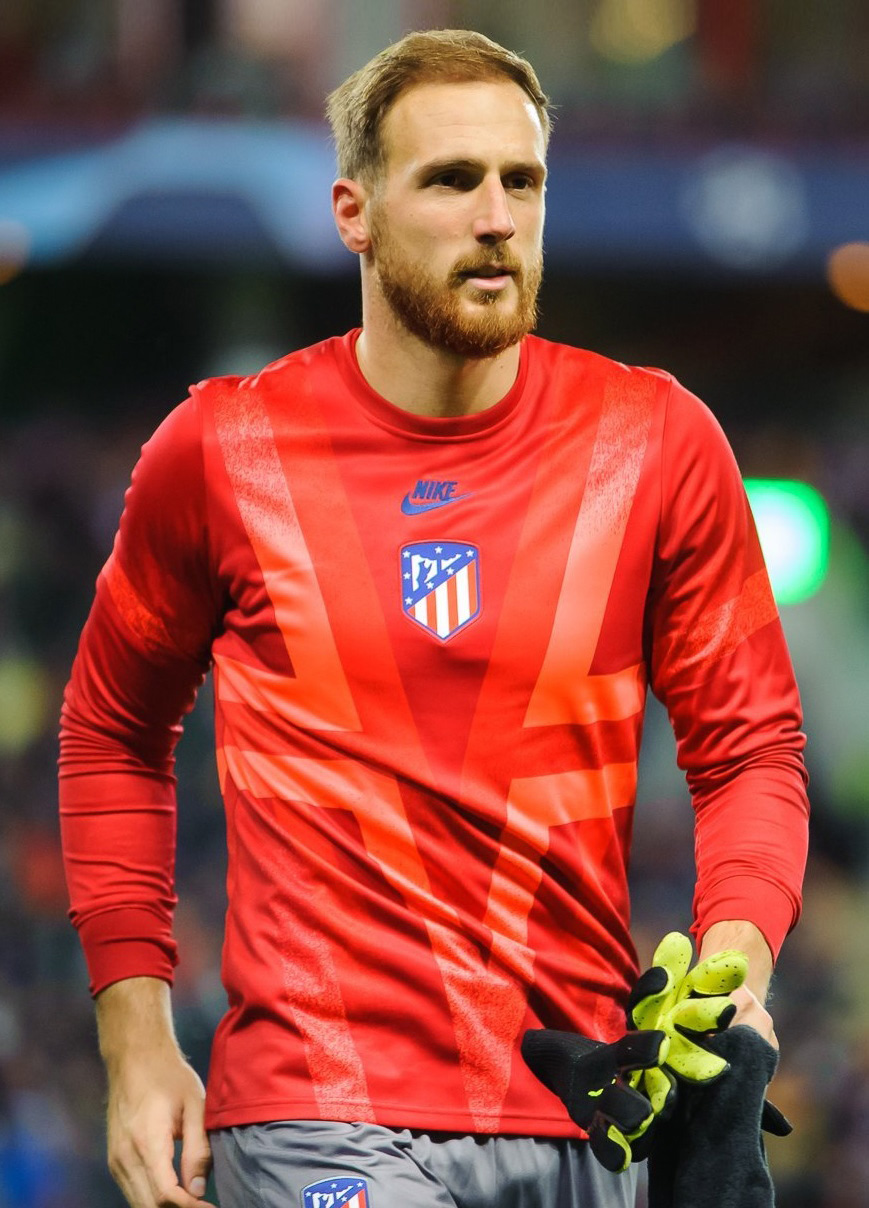
Jan Oblak, portero con más partidos y mayor número de trofeos Zamora de la historia del Club, incluyendo un “Zamora de Oro”, y MVP de la Liga 2021.

La temporada 2018/19 comenzó para el Atlético con la mirilla puesta en la final de la Liga de Campeones del Metropolitano y en el enésimo derbi europeo frente al Real Madrid, esta vez en la final de la Supercopa de Europa, que tuvo lugar en Tallin el 15 de agosto de 2018. El “superderbi europeo" fue conquistado por el Club rojiblanco en un duelo apasionante decantado por la estelar actuación de Diego Costa, ganando la final por 2-4 (doblete del hispano-brasileño, remachado con goles de Saúl y Koke). Así, el Atlético derrotaba en una final europea al Real Madrid por primera vez en la historia. Este campeonato convirtió a Diego Simeone en el entrenador con más títulos oficiales de primer nivel dirigiendo al Atlético de Madrid (siete, superando por uno de ellos a Luis Aragonés), y permitió que el Atlético de Madrid fuera nombrado mejor club del mundo del año 2018 por la IFFHS. y galardonado igualmente como mejor club del año 2018 en los Globe Soccer Awards En cuanto a su devenir en la Liga de Campeones, comenzó el equipo la fase de grupos emparejado con Borussia Dortmund, Mónaco y Brujas, avanzando al cruce de octavos de final ante la Juventus tras convertirse Griezmann (ganador poco después del Balón de Bronce) en el máximo goleador de la historia del Club en competición europea, igualando a Luis Aragonés. Los rojiblancos derrotaron en la ida a los italianos (2-0), pero fueron eliminados tras un nefasto partido de vuelta, finalizando así el sueño de jugar la final en su estadio. Tras la eliminación, se anunció que Lucas Hernández fichaba por el Bayern Múnich. Diez días después de este anuncio, el Atlético perdía (2-0) en el Camp Nou ante el F. C. Barcelona, con quien venía disputando el título de Liga, tras una temprana expulsión por roja directa a Diego Costa. El equipo finalizaría una vez más subcampeón de Liga, clasificándose en tal condición para la primera edición de la Supercopa de España en su nuevo formato y alzando Oblak su cuarto trofeo Zamora consecutivo. Entretanto, precisamente en detrimento del F. C. Barcelona y llegado el 9 de mayo, el equipo femenino volvió a alzarse con el campeonato de Liga, obteniendo el Atlético su primer trofeo en propiedad al tratarse del tercer título consecutivo.
Al finalizar la temporada, en la que marcó un recordado "gol del cojo", el uruguayo Godín (jugador extranjero con más partidos en la historia del Club, un total de 389) abandonaría el Atlético, siendo despedido multitudinariamente en su último partido en el Metropolitano el 12 de mayo de 2019, pasando la capitanía a Koke. A las despedidas del canterano y del uruguayo seguirían las de otros pilares de la era "cholista" (como Juanfran o Filipe Luis), del mejor fichaje de la temporada que acababa (Rodrigo) y de su goleador y estrella (Griezmann), entre otras bajas. Tras esta desbandada, el club comenzó la reestructuración fichando a Marcos Llorente (quien como su padre y su abuelo engrosaría las filas de quienes han vestido las camisetas tanto del Atlético de Madrid como de su vecino "merengue"), a los también exmadridistas Hermoso y Morata (que venía jugando cedido desde mediados de la anterior temporada) y acometiendo el fichaje más caro de su historia: el del portugués João Félix (127,2 millones de euros); terminando de reforzar con otros fichajes (como Felipe, Trippier, Herrera o Lodi) todas las líneas. Con estos importantes cambios en la plantilla, tras endosar un 3-7 al Real Madrid en el primer derbi (amistoso) disputado fuera de Europa, comenzaría la temporada 2019/20.
La Liga no pudo empezar mejor para los hombres del "Cholo", ya que lograron tres victorias consecutivas (Getafe, Leganés y Eibar) que situaron al equipo como líder de la competición. En la cuarta jornada, los rojiblancos sufrieron su primera derrota al caer frente a la Real Sociedad en Anoeta, siendo el primer equipo en jugar en este estadio después de su remodelación, comenzando un declive en juego y resultados que alejó a los colchoneros de la cabeza de la Liga y que les llevaría finalmente a batir su récord de empates en una misma temporada, con un total de dieciséis. En la UEFA Champions League, fueron encuadrados en el grupo D junto a la Juventus, el Bayer Leverkusen y el Lokomotiv. Llegado octubre, durante su victoria ante el Lokomotiv, João Félix se convirtió en el goleador más joven de la historia del Club Atlético de Madrid en la Liga de Campeones (desde que en 1992 el torneo adquiriera esa denominación), con 19 años y 325 días, alzándose un mes más tarde con el segundo premio Golden Boy para un jugador del Atlético en su historia. Finalizando el año, los rojiblancos avanzaron a octavos de final de la máxima competición europea como segundos de grupo, tras los turineses, donde les esperaría el Liverpool; al tiempo que Oblak se convertía en el portero con mayor número de partidos dejando su portería a cero de la historia de la Liga (arrebatándole el récord a otro rojiblanco, Abel Resino, que lo detentaba con 95 partidos). Ya iniciada la nueva década y en Arabia Saudita, tras una épica remontada, los rojiblancos eliminaron al F. C. Barcelona (2-3) en semifinales de la Supercopa y disputaron el título en un nuevo derbi, cayendo en la tanda de penaltis. La crisis de juego y resultados prosiguió en los siguientes partidos, siendo eliminados de Copa por un equipo de Segunda B (precisamente, el nefasto hito que años antes propició la llegada de Diego Simeone al banquillo). De vuelta a la Liga de Campeones, empero, eliminaría al vigente campeón tras una vibrante eliminatoria, ganando 1-0 en la ida y avanzando a cuartos de final en plena explosión de la pandemia de COVID-19 con una nueva victoria el 11 de marzo de 2020 (2-3 en la prórroga en Anfield con una estelar actuación de Llorente). Esta importante victoria, que generó polémica extradeportiva por haberse disputado el encuentro con público, marcó la interrupción de la competición deportiva para los clubes españoles apenas dos días después debido a la mencionada pandemia. Tras el retorno de la competición liguera en junio, el Atlético concatenó buenos resultados que le permitieron reconducir su situación y clasificarse por octava temporada consecutiva para la Liga de Campeones, finalizando en tercer puesto. En cuanto a la competición europea en curso, articulada por la pandemia como una "final a ocho" en Lisboa, quedó encuadrado para disputar los cuartos de final a partido único frente al RB Leipzig el 13 de agosto, siendo eliminados tras perder por 2-1 en el Estadio José Alvalade.

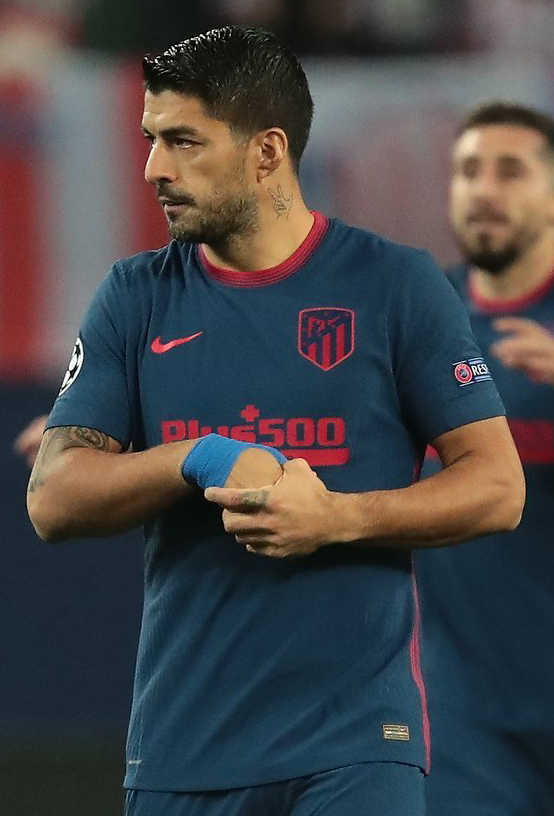
Luis Suárez, máximo goleador del equipo en la conquista de la Liga 2021.

Finalizada la temporada 2019-20, abandonaron el equipo el segundo entrenador Germán Burgos y los jugadores Santiago Arias, Thomas Partey, Álvaro Morata (quien retornaría en 2022), Ivan Šaponjić y Diego Costa (este último, en el mes de diciembre), y fueron reemplazados por Moussa Dembélé (en el mercado de invierno), Lucas Torreira, Geoffrey Kondogbia y Luis Suárez (quien tuvo un gran debut como rojiblanco, con dos goles y una asistencia en apenas veinte minutos disputados, en el que fue el mejor estreno liguero del club desde 1955 y tercero mejor de su historia). Llegado el ecuador de la temporada, el equipo del «Cholo» (premiado por su labor en el cuadro rojiblanco como mejor entrenador de club de la década por la IFFHS), alternaría luces y sombras: fue nuevamente eliminado de la Copa del Rey por un equipo de Segunda B, la Unió Esportiva Cornellà, pero logró clasificarse como segundo de grupo tras el Bayern Múnich para los octavos de final de la Liga de Campeones donde quedó emparejado con el Chelsea Football Club (a la postre, campeón del torneo). Especialmente destacable fue su desempeño en Liga, logrando la mayor racha de partidos invicto de su historia en la competición (26), donde el 12 de enero de 2021 y a pesar de haber disputado varios partidos menos que sus perseguidores se proclamó «campeón de invierno», galardón oficioso que no detentaba desde hacía veinticinco años, cuando se alzó con «el Doblete». Apenas unos días más tarde, el 16 de enero, el equipo femenino alzó su primera Supercopa de España, tras derrotar al F. C. Barcelona y al Levante U. D. en la final. Llegado febrero, por segunda vez en su historia y debido a las restricciones de vuelos procedentes del Reino Unido impuestas por parte de España debido a la pandemia, el equipo se vio obligado a jugar el partido como local de una eliminatoria europea en el extranjero. En este caso, el club rojiblanco eligió el Arena Națională de Bucarest donde finalmente fue derrotado 0-1 por el Chelsea, siendo eliminado de la competición europea tras una nueva derrota en Londres en el partido de vuelta. Entre tanto, en la competición doméstica, el Atlético se había mantenido líder, contando con una ventaja de cuatro puntos sobre el segundo clasificado a diez jornadas del final. Mientras disputaba la recta final del campeonato, el 19 de abril de 2021 el Atlético de Madrid comunicaría públicamente su implicación como uno de los doce clubes fundadores de la polémica Superliga Europea. El Atlético mantuvo el liderato en un final de Liga disputadísimo, acosado por Sevilla F.C., F.C. Barcelona y Real Madrid, alcanzando la última jornada a dos puntos de su eterno rival, que era ya su único perseguidor, en la que los "merengues" se enfrentarían en casa al Villarreal y los rojiblancos en el Estadio José Zorrilla al Real Valladolid. Pese a que el partido se disputaría (como toda la competición esa temporada) sin público debido a las restricciones por la pandemia, miles de aficionados rojiblancos se desplazaron a Valladolid para animar a su equipo desde el exterior del estadio. Aunque el Real Madrid ganó su partido, los rojiblancos hicieron lo propio y, tras remontar el inicial tanto pucelano con goles de Suárez y Correa (quien poco después alzaría la Copa América) “de puntín”, conquistaron el 22 de mayo de 2021 su undécimo título de Liga. El delantero uruguayo finalizó como máximo goleador del equipo y Marcos Llorente como máximo asistente. Oblak, por su parte, fue elegido MVP del campeonato y alzó su quinto trofeo Zamora, situándose como el portero con el mayor número de estos galardones de la historia de la competición.
El campeón se reforzaría con jugadores como el reciente campeón de América De Paul, el reciente oro olímpico Cunha o un retornado Griezmann, siendo su baja más destacable la de Trippier llegado enero de 2022. El equipo completó una temporada 2021-22 irregular, siendo eliminado en cuartos de final de Liga de Campeones, en una eliminatoria muy igualada, ante el Manchester City por diferencia de un gol y finalizando en tercera posición la Liga.
La temporada 2022-23, en la que Koke superó a Adelardo y se convirtió en el jugador con más partidos de la historia del club, comenzó con polémica debido al nuevo diseño de la camiseta, que presentaba unas rayas curvas y que dio lugar a un mayoritario rechazo por parte de la hinchada. En Liga de Campeones, el equipo sufrió su mayor fracaso en lustros, finalizando en cuarta posición de un grupo asequible y quedando eliminado de competiciones europeas apenas finalizado el mes de octubre. Al acabar el año 2022, se había convertido en el tercer club más depreciado anualmente de Europa, con una caída de 120 millones de euros. Así se llegó, fuera también de los cuatro primeros puestos en Liga, a la interrupción de competiciones motivada por un Mundial que volvieron a conquistar futbolistas rojiblancos: Ángel Correa, Rodrigo de Paul y Nahuel Molina con Argentina. Reanudada la competición nacional, sería eliminado en cuartos de Copa del Rey en una polémica y disputada eliminatoria por el Real Madrid. Llegada la vigésimo cuarta jornada, en la que endosó un 6-1 al Sevilla F.C., el equipo alcanzó el tercer puesto de la clasificación de la Liga y Simeone se convirtió en el entrenador con mayor número de partidos dirigidos de la historia del Atlético de Madrid y a un mismo club español. La buena racha de resultados continuó y el Atlético volvió a clasificarse para disputar la Liga de Campeones por undécima temporada consecutiva. El equipo femenino (integrado por Irene Guerrero y Eva Navarro, quienes también conquistarían poco después el Mundial como jugadoras rojiblancas con España), por su parte, conquistó llegado el mes de mayo su segunda Copa de la Reina, al derrotar en la final al Real Madrid en un épico partido.
Recién iniciada la temporada 2023-24, en la tercera jornada, el Atlético derrotó 0-7 al Rayo Vallecano, logrando así la mayor victoria a domicilio en Liga de la historia del club. Sería eliminado en semifinales de Copa y en cuartos de final de Liga de Campeones, clasificándose no obstante para el Mundial de Clubes de 2025. El equipo finalizaría la Liga en cuarta posición. Ese verano y tras varios años sin demasiados movimientos en la plantilla, de cara a la temporada 2024-25 se realizaron varios fichajes (entre los que destacaron el de Julián "la Araña" Alvarez, el reciente campeón de Europa Le Normand, Sørloth o Gallagher) y se asentó en el primer equipo el canterano y reciente oro olímpico Pablo Barrios. En noviembre de 2024, el Atlético consiguió la mayor victoria de su historia a domicilio en competiciones europeas, al derrotar 0-6 al Sparta Praga.El 12 de enero de 2025, tras derrotar al C.A. Osasuna, el Atlético batió su récord de victorias consecutivas (que posteriormente fijaron en quince), además de proclamarse honoríficamente “campeón de invierno”.